# Kenia
Kenia o Kenya, oficialmente la República de Kenia o República de Kenya (en suajili: Jamhuri ya Kenya; en inglés: Republic of Kenya), es un país del este africano, que tiene fronteras con Etiopía al norte, Somalia al este, Tanzania al sur, Uganda al oeste y Sudán del Sur al noroeste, con el océano Índico bañando su costa sureste. El lago Victoria está situado al oeste de Kenia pero se encuentra principalmente en Uganda y Tanzania. La capital de Kenia es Nairobi. El país se extiende sobre 591 958 km² y su población fue de 47,6 millones de habitantes en 2019, con gente de numerosas culturas y orígenes. Oficialmente el país cuenta con cuarenta y cuatro etnias. El nombre del país se debe al monte Kenia, un lugar tradicional del país y la segunda montaña más alta de África. Kenia también es conocida por su biodiversidad. 
El país tiene cuarenta y siete condados, cada uno de ellos con un gobierno semiautónomo respecto al gobierno central de Nairobi. Geográficamente, Kenia se divide en varias áreas con una demografía muy variable, existiendo zonas de sabanas, áridas y semiáridas, además de una gran costa con el océano Índico. Las regiones centrales y el occidente tienen bosques y montañas, mientras que las regiones del norte son más áridas.
Como parte del Este de África, Kenia ha estado habitada por el ser humano desde el Paleolítico Inferior. La expansión bantú alcanzó el área en el primer milenio antes de nuestra era, y los límites del estado moderno comprenden los pasos de las áreas lingüísticas y culturales del Nilo-Sahariana, la afroasiática y la bantú, por lo que Kenia ha sido un país multiétnico desde sus orígenes. La presencia europea y árabe en Mombasa se remonta a los principios de la Edad Moderna, pero la exploración del interior comenzó en el siglo XIX. El Imperio británico estableció el Protectorado del Este de África en 1895, conocido como la Colonia de Kenia desde 1920. La República Independiente de Kenia se estableció en 1963.
La capital de Kenia, Nairobi, es una ciudad de gran importancia comercial en África. La economía de Kenia es además la de mayor producto interno bruto de la región Este y Central de África. El país ha sido productor tradicional de té y café, y más recientemente se ha dedicado a la exportación de flor cortada a Europa. Cada vez más Kenia se está dedicando a la industria de las telecomunicaciones. Kenia es también una potencia mundial en el deporte, dando los mejores atletas como el campeón Paul Tergat y más recientemente David Rudisha.

## Etimología

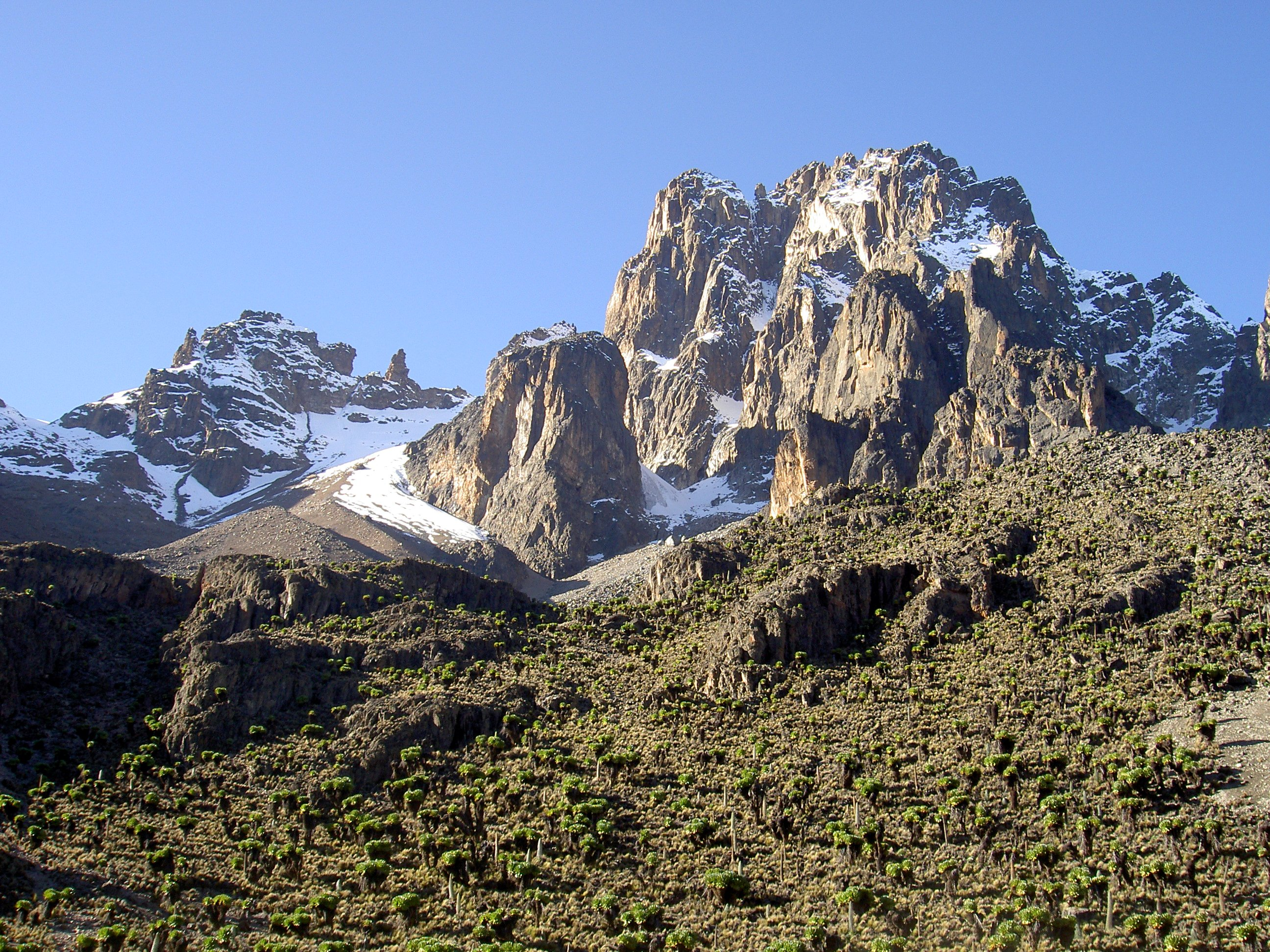
Monte Kenia, el pico más alto de Kenia y el segundo más alto de África.

El país toma su nombre del monte Kenia, la cumbre más alta del país. El nombre significa "montaña luminosa" en una de las lenguas locales. El topónimo original en suajili es Kenya, término que es utilizado a nivel estatal en todas las lenguas extranjeras, como sucede con los textos en español de algunas organizaciones internacionales, como las Naciones Unidas. No obstante, el topónimo prescrito para el idioma español es la forma adaptada a la ortografía española, "Kenia".
En suajili el dígrafo ny tiene el valor de la letra ñ en castellano. La Enciclopedia Espasa, en su suplemento 1961-1962, páginas 800 a 802, utilizó la forma Keña (gentilicio keñano), más acordes a la pronunciación que utilizan los keniatas. Su deformación a "Kenia" probablemente provenga de la escritura inglesa, Kenia, la misma que se utiliza en los diccionarios para facilitar la pronunciación de la ñ. Estas formas no han tenido continuidad de uso en el español moderno debido a la escasa comunicación entre la gente del oriente de África con las grandes corrientes hispanoparlantes.
El gentilicio mayoritario y recomendado es keniano; no obstante, también se utiliza la forma keniata.

## Historia
Algunos fósiles encontrados al este de África sugieren que protohumanos rondaron el área de la actual Kenia más de veinte millones de años atrás. Hallazgos recientes en las cercanías del lago Turkana indican que homínidos como el Homo habilis y el Homo erectus habitaron en el territorio más de 2,6 millones de años atrás.

### Época colonial

#### Portugueses
Los suajili convirtieron Mombasa en una importante ciudad portuaria y establecieron vínculos comerciales con otras ciudades-estado cercanas, así como con centros comerciales en Persia, Arabia e incluso la India. En el siglo XV, el viajero portugués Duarte Barbosa afirmó que "Mombasa es un lugar de gran tráfico y tiene un buen puerto en el que siempre hay amarradas pequeñas embarcaciones de muchos tipos y también grandes barcos, ambos con destino a Sofala y otros que proceden de Cambay y Melinde y otros que navegan hasta la isla de Zanzíbar ". 

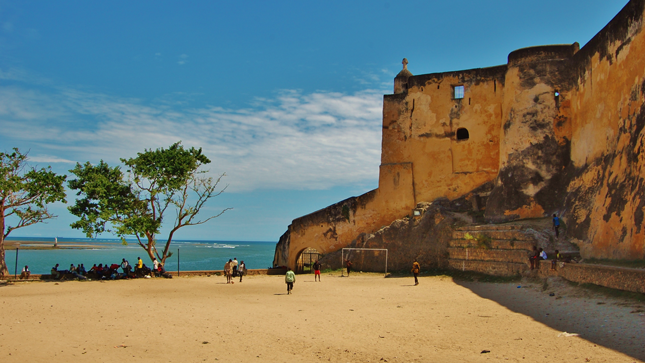
Fuerte de Jesús en Mombasa (en portugués: Forte Jesus de Mombaça) fue construido por orden del Rey Felipe II de España que reinaba como Felipe I de Portugal, fue terminado en 1593.

La presencia de Portugal durante dos siglos estuvo garantizada mediante la obtención de bases navales por la fuerza y mediante acuerdos de alianza con los señores locales que debían pagar impuestos o comerciar exclusivamente con los portugueses. Estos Territorios se convirtieron en vasallos del rey de Portugal, pero mantuvieron su grado de autonomía manteniendo su propio rey.
Fue solo más tarde que los colonos comenzaron a llegar y finalmente se mezclaron con los lugareños. Las alianzas con los líderes locales permitieron, por un lado, garantizar la seguridad de un territorio, así como la fluidez del oficio que interesaba. Pero no todas las tribus fueron siempre amigas, como se vio en 1589, 1610, 1612 donde algunas rebeliones obligaron a los portugueses a luchar con la ayuda de otras alianzas tribales. Este fue el caso de la llamada tribu caníbal de Zimba que atacó a los portugueses en Malindi pero fue derrotada en el sur con la ayuda de tropas de la tribu Mosseguejos. Las alianzas fueron, sin embargo, muy volátiles, al sur en Mombasa la ciudad fue atacada por los Mussungualos en 1610, los mismos que se aliarían con los portugueses en el asedio de Omanitas de 1696.
Más tarde, en 1698, y en 1730, la costa suajili fue definitivamente conquistada a los portugueses y quedó bajo el dominio directo de los árabes omaníes, quienes expandieron el comercio de esclavos para satisfacer las demandas de las plantaciones en Omán y Zanzíbar. Inicialmente, estos comerciantes procedían principalmente de Omán, pero luego muchos vinieron de Zanzíbar (como Tippu Tip).
A lo largo de los siglos, la costa de Kenia ha acogido a muchos comerciantes y exploradores. Entre las ciudades que bordean la costa de Kenia se encuentra la ciudad de Malindi. Ha sido un asentamiento suajili importante desde el siglo XIV y alguna vez rivalizó con Mombasa por el dominio en la región africana de los Grandes Lagos. Malindi ha sido tradicionalmente una ciudad portuaria amiga de las potencias extranjeras. Las autoridades de Malindi también dieron la bienvenida al explorador portugués Vasco da Gama en 1497.

Palacio de Gobierno de la Colonia británica de Kenia durante la década de 1930

### SigloXIX
Solo a finales del siglo XIX, la historia colonial de Kenia empieza con el establecimiento de un protectorado alemán sobre las posesiones costeras del sultán de Zanzíbar en 1885, seguido por la llegada de la Compañía Británica de África Oriental en 1888. La incipiente rivalidad imperial terminó cuando Alemania otorgó sus posesiones costeras a Gran Bretaña en 1890, a condición de que esta respetase su dominio sobre sus recientemente adquiridas posesiones en la actual Tanzania.
Siguiendo el modelo de Sudáfrica, en 1915 la administración colonial británica impuso la obligación a todos los negros mayores de quince años de edad de llevar un certificado permanente en el cuello que probara su identidad y uso. En 1920, el gobernador elevó el impuesto per cápita para obligar a los kikuyu a unirse a los colonos como trabajadores agrícolas y así poder pagar. Sin embargo, cuando en 1921 los colonos redujeron los salarios de los trabajadores indígenas en un tercio, estallaron manifestaciones y huelgas. El 16 de marzo, 57 manifestantes fueron asesinados a tiros y los líderes de las asociaciones nacionalistas fueron detenidos y deportados.
A partir de octubre de 1952 y hasta diciembre de 1959, Kenia se mantuvo en un estado de emergencia latente como consecuencia de la rebelión en contra del dominio británico. La guerra dejó un saldo de 100 000 muertos y 320 000 prisioneros (civiles y rebeldes). En 2011, tras décadas de espera, se desclasificaron miles de documentos secretos del Ministerio de Asuntos Exteriores británico. Muestran que los rebeldes fueron sistemáticamente torturados y sometidos a las prácticas más brutales, los hombres fueron castrados y se les introdujo arena en el ano, las mujeres fueron violadas. Los registros del Ministerio de Asuntos Exteriores revelan además que no fue una iniciativa de los soldados o de los administradores coloniales, sino una política orquestada desde Londres.

Las primeras elecciones directas de africanos para el Consejo Legislativo se llevaron a cabo en 1957. A pesar de las esperanzas británicas de otorgar el mando de la nación a un grupo de líderes africanos "moderados", fue la Kenya African National Union (KANU, Unión Nacional Africana de Kenia) de Jomo Kenyatta la fuerza política que formó el primer gobierno luego de la independencia de Kenia el 12 de diciembre de 1963. Kenyatta se convirtió en el máximo dirigente del país en un principio como primer ministro y, a partir de 1964, cuando Kenia se convirtió en república, como primer presidente de la República.

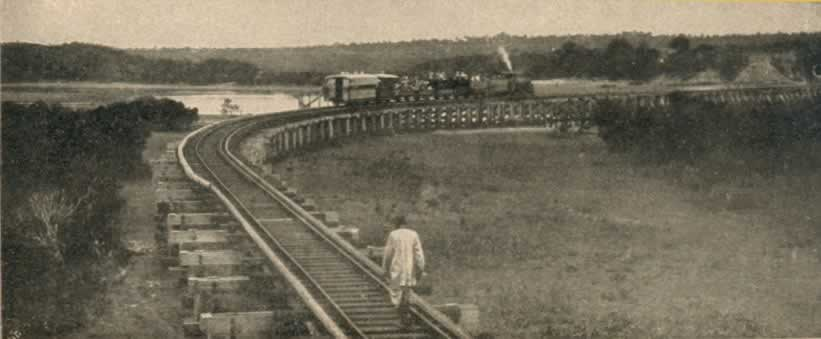
Ferrocarril Kenia-Uganda cerca de Mombasa.

### Independencia
Kenyatta Introduce un régimen de partido único. El presidente practicó una política autoritaria y clientelista para asegurar la unidad nacional. Sin embargo, según el historiador británico John Lonsdale, Kenyatta perpetúa la herencia colonial que «instituye un Estado y no una nación». Su poder reposa sobre «un feudalismo étnico [...] con su contrato desigual de vasallaje»

Kenia se convirtió en república en el 12 de diciembre de 1963, siendo Kenyatta su primer presidente. Procuró mantener unas cordiales relaciones con los países vecinos aunque esto fue difícil en ocasiones, en especial con el régimen de Idi Amin Dada en Uganda. En 1967 se creó la Comunidad Africana Oriental, una unión económica de los tres países, considerada como un primer paso para la unificación política; esta intención desapareció progresivamente, aunque a comienzos de la década de los ochenta los miembros de la antigua comunidad consideraron su restablecimiento.

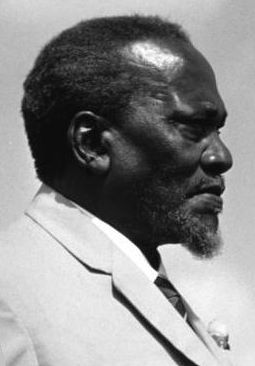
El primer presidente y padre fundador de Kenia, Jomo Kenyatta.

La política moderada y estable del gobierno de Kenyatta atrajo a un gran número de inversores extranjeros; se estableció una nueva área industrial cerca de Thika, y se modernizó la zona central de Nairobi. La industria del turismo, fundamentada en las grandes reservas nacionales de fauna salvaje, se expandió rápidamente para convertirse en la fuente más importante de entrada de divisas. Kenyatta fue reconocido a la hora de su muerte en 1978 como Mzee (el viejo brujo), no solo por su propio pueblo sino por una amplia serie de dirigentes mundiales.
Los temores ante una posible guerra civil entre los grupos luo y kikuyu tras la muerte de Kenyatta resultaron infundados y su sucesor, Daniel Arap Moi, miembro de la tribu kalenjin, al principio mantuvo la moderación política y económica de su antecesor. Sin embargo, en junio de 1982, convirtió oficialmente a Kenia en un Estado de partido único. Dos meses más tarde, las tropas leales aplastaron un intento de golpe de Estado por parte de 1000 miembros de la fuerza aérea y estudiantes universitarios.
Según avanzaba la década de los ochenta, el gobierno se enfrentó a una corriente creciente de críticas desde dentro y fuera del país. Muchos de los dirigentes críticos de Moi fueron encarcelados. A finales de 1991 las principales instituciones financieras internacionales y varios gobiernos occidentales suspendieron su ayuda económica, como una forma de forzar al gobierno de Moi a realizar reformas políticas y económicas.
Los partidos de la oposición fueron legalizados más tarde y el 26 de diciembre de 1992 se celebraron las primeras elecciones multipartidistas de Kenia. Moi y el Kanu fueron reelegidos con una cómoda mayoría. Sin embargo, la elección (en la que todas las partes capitalizaban las fidelidades tribales) provocó un torrente de violencia étnica, principalmente dirigida contra los kikuyu en el poder, decenas de miles de personas fueron desplazadas de sus hogares y cientos asesinados hacia la mitad de la década.
Al mismo tiempo, el gobierno continuó hostigando a los grupos de la oposición y se introdujeron duras reformas económicas ante la insistencia de las organizaciones financieras internacionales dirigidas a luchar contra la corrupción, pero provocaron una inflación vertiginosa, el incremento del desempleo y severas restricciones en los servicios públicos.

### Kenia en la actualidad

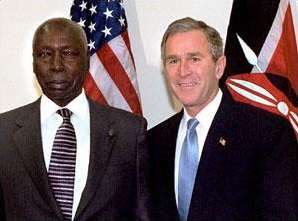
Daniel Arap Moi, segundo presidente del país, con George W. Bush.

En agosto de 1997 estallaron de nuevo graves conflictos de carácter étnico en el país, y en noviembre el presidente Moi disolvió el Parlamento como paso previo a la celebración de elecciones un mes después, fecha en la que concluía su mandato quinquenal, tras dos décadas en el poder.
En septiembre de ese año el presidente había pactado con algunos sectores de la oposición, tras las marchas y manifestaciones en demanda de una mayor democratización del país, ciertas reformas constitucionales mediante las que quedaban derogadas varias disposiciones de época colonial que prohibían la participación electoral de los grupos opositores. Estos grupos se presentaron divididos a los comicios, por lo que Moi fue reelegido presidente en diciembre.
Las elecciones presidenciales y legislativas celebradas el 27 de diciembre de 2002 marcaron el fin de la hegemonía de Moi y de su partido. En las presidenciales, Emilio Mwai Kibaki, presentado por la opositora Coalición Nacional Arco Iris (Narc), logró el 62,3 % de los votos y se impuso al candidato del Kamu, Uhuru Kenyatta, hijo del primer presidente del país, quien consiguió el 31,3 %. Además, la Narc tendría mayoría absoluta en la nueva Asamblea Nacional gracias a sus 132 diputados. 

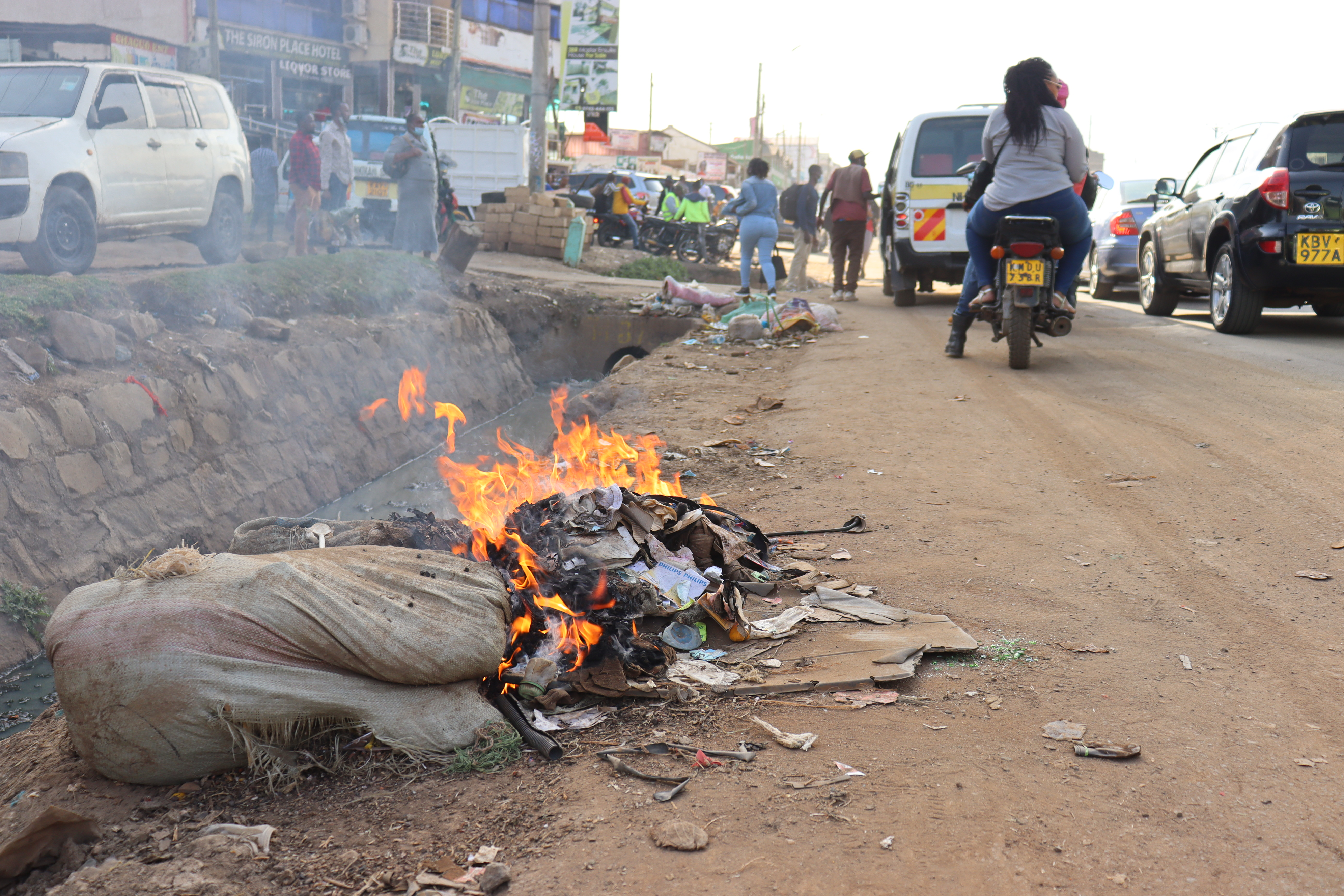
Disturbios en Kenia en 2022

Tres días después, Kibaki sucedió de forma oficial a Moi en la presidencia.La etapa en el poder de Kibaki ha estado empañada por los escándalos de corrupción y por los violentos enfrentamientos debidos al proyecto de nueva constitución promovido por el presidente Kibaki, que fue rechazado en referéndum el 21 de noviembre de 2005. Este rechazo al proyecto de una nueva constitución que habría concedido amplios poderes al presidente, ha sido visto como un voto de castigo al propio Kibaki y la oposición ha reclamado la convocatoria de elecciones anticipadas.
En un referéndum celebrado el 21 de noviembre de 2005, los ciudadanos rechazaron el borrador de una nueva Constitución que había sido motivo de graves enfrentamientos hasta en el seno del propio gobierno. Dos días después, el presidente, que había apoyado el proyecto constitucional (en tanto que reforzaba los poderes del jefe del Estado), disolvió el gobierno, varios de cuyos integrantes se habían opuesto a la aprobación de esa nueva Carta Magna.
En los comicios desarrollados el 27 de diciembre de 2007, Kibaki obtuvo la reelección al recabar el 47 % de los sufragios, por el 44 % de Raila Odinga y el 9 % de Kalonzo Musyoka. El triunfo de Kibaki, salpicado de acusaciones de fraude, generó graves disturbios y enfrentamientos entre grupos afines al presidente (principalmente vinculados a la etnia kikuyu) y opositores al oficialismo (pertenecientes, como Odinga, al grupo étnico luo).
La crisis (que había desencadenado una auténtica tragedia: aproximadamente 1500 personas muertas y casi medio millón de desplazadas) solo pareció llegar a su fin después de que, en febrero de 2008, Kibaki y Odinga alcanzaran un acuerdo para establecer un gobierno de coalición en el que el cargo de primer ministro (abolido desde 1964) sería para el líder del partido con mayor representación parlamentaria, en este caso, el Movimiento Democrático Naranja de Odinga, el cual se convirtió en jefe del gabinete el siguiente mes de abril.

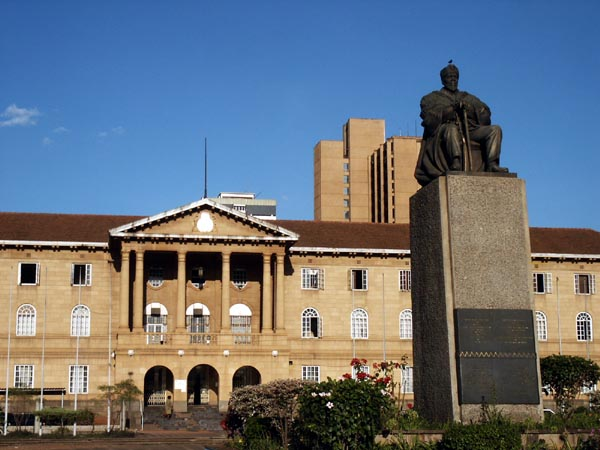
Edificio del Tribunal Supremo con la estatua de Jomo Kenyatta en primer plano.

A partir de 2012 aumentaron las acciones de milicias islamistas en el norte, en cuyas acciones estaban apoyadas desde Somalia, entre otros por la milicia Al-Shabbaab. El incidente más grave fue el sangriento asalto al centro comercial Westgate al afectar a la capital Nairobi. Durante el 2014 los ataques se incrementaron, aumentando el número de víctimas El máximo ataque yihadista, en la Universidad de Garissa, ocurrió el 2 de abril de 2015, dejando como saldo 147 personas muertas incluyendo a los cuatro terroristas que intervinieron (ataque yihadista en la Universidad de Garissa). El 26 de octubre de 2016 hubo un atentado terrorista perpetrado por la banda terrorista Al-Shabbaab hacia un hotel cercano a la frontera con Somalia mediante una explosión de coche bomba.
En 2024 hubo importantes protestas en el país contra el presidente William Ruto, quien había accedido al poder en 2022, debido al proyecto de nueva ley de finanzas que significaría la implementación de nuevos impuestos que afectarían a las clases más desfavorecidas. Las protestas comenzarían el 18 de junio, siendo reprimidas por los cuerpos de seguridad y causando 50 muertos, 230 heridos y más de 250 detenidos durante los dos primeros meses de protestas.

## Gobierno y política
Desde la constitución de 1991, el país se rige por un sistema de democracia multipartidaria. A pesar de ello, el antiguo partido único, la Kenya African National Union (KANU, Unión Nacional Africana de Kenia), continuó siendo el partido mayoritario bajo la dirección de Daniel Arap Moi hasta las elecciones presidenciales de 2002, en las que una amplia coalición de fuerzas de la oposición, bajo la dirección de Mwai Kibaki, derrotó a la KANU. 

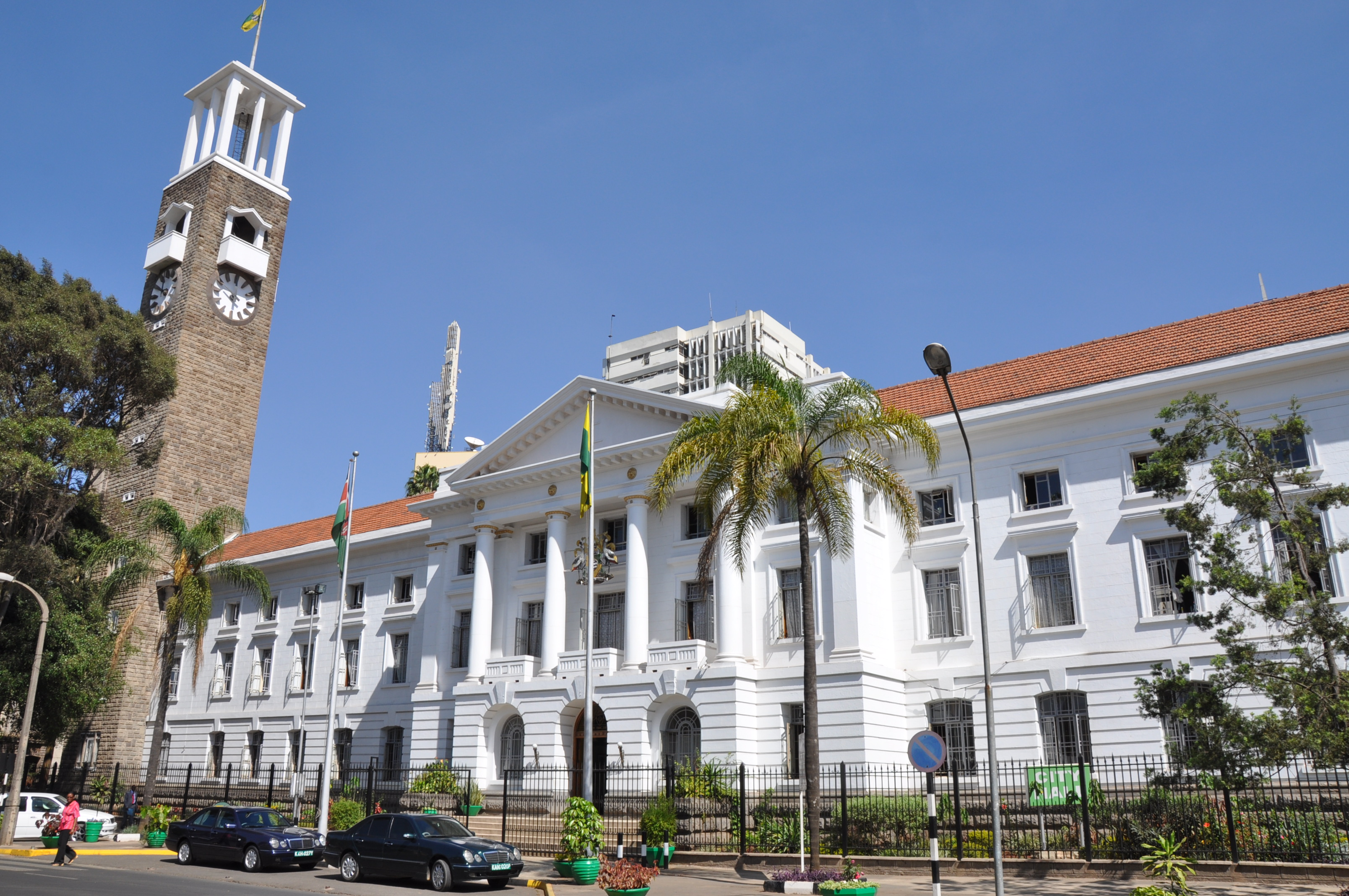
Sede del Ayuntamiento o alcaldía de Nairobi la capital keniana

El gobierno del presidente Kibaki prometió la redacción de una nueva constitución que limitaría los poderes del presidente. El debate sobre la nueva constitución desencadenó tensiones entre los miembros de la coalición, y disturbios violentos en el país entre los años 2004 y 2005. El proyecto final de nueva constitución fue rechazado en referéndum el 21 de noviembre de 2005. Este resultado ha llevado a la oposición política a pedir la dimisión del presidente Kibaki y a exigir la convocatoria de elecciones anticipadas.

### Incidentes tras las elecciones de 2007
Las últimas elecciones generales se celebraron el 27 de diciembre de 2007. El presidente Kibaki, del Partido de Unidad Nacional, competía por la reelección contra el principal partido de la oposición, el Movimiento Democrático Naranja, que tenía como candidato a Raila Odinga. Al principio del recuento parecía que Odinga tenía una pequeña pero suficiente ventaja. Sin embargo, según fue terminando el recuento, Kibaki consiguió reducir la ventaja y al final imponerse en las elecciones. Las acusaciones de fraude en las elecciones (avaladas por los observadores europeos) condujeron a protestas en las calles y Odinga se llegó a proclamar el "Presidente del Pueblo", al tiempo que pedía un recuento y la renuncia de Mwai Kibaki.
El 18 de junio Odinga pidió el fin de las manifestaciones, al tiempo que llamaba a un boicot económico a las empresas cercanas al presidente Kibaki y pedía una huelga. El ministro de economía de Kenia estimó que el brote de violencia ha costado a Kenia 1000 millones de dólares.

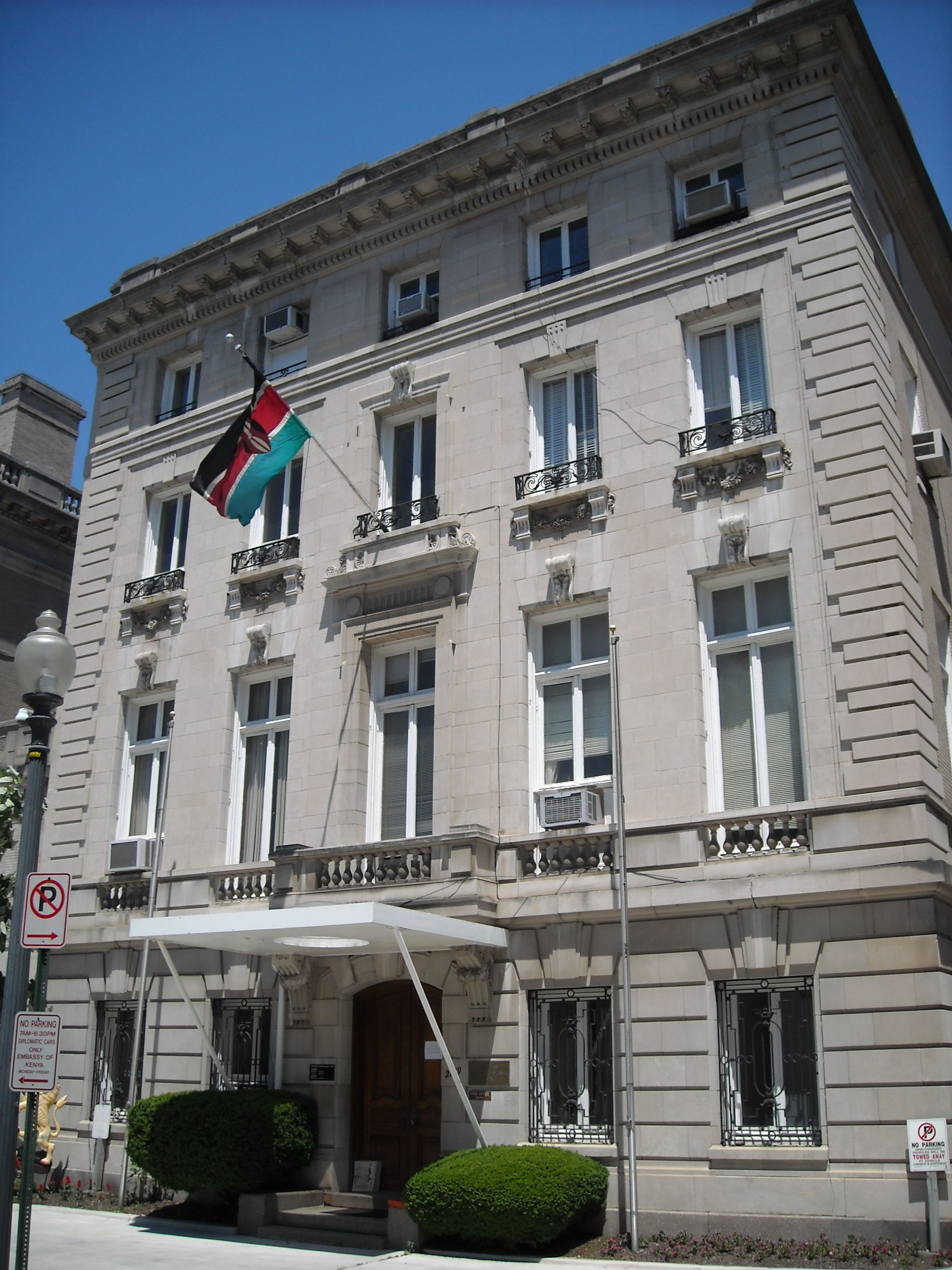
Embajada de Kenia en Estados Unidos

Tras las elecciones de agosto de 2022 el presidente es William Ruto.

### Política Exterior
Kenia mantiene estrechas relaciones con sus vecinos de habla suajili de la región africana de los Grandes Lagos. Las relaciones con Uganda y Tanzania son sólidas en general, ya que las tres naciones trabajan por la integración económica y social a través de su pertenencia común a la Comunidad del África Oriental.
Las relaciones con Somalia han sido históricamente tensas, aunque ha habido cierta coordinación militar contra los insurgentes islamistas. Kenia mantiene buenas relaciones con el Reino Unido y es una de las naciones más proestadounidenses de África y del mundo.
Con las fechas del juicio de la Corte Penal Internacional previstas en 2013 tanto para el presidente Kenyatta como para el vicepresidente William Ruto relacionadas con las secuelas de las elecciones de 2007, el presidente estadounidense Barack Obama, que es medio keniano, decidió no visitar el país durante su viaje africano de mediados de 2013. Más tarde, en verano, Kenyatta visitó China invitado por el presidente Xi Jinping tras una parada en Rusia y sin haber visitado Estados Unidos como presidente. En julio de 2015, Obama visitó Kenia, siendo el primer presidente estadounidense en visitar el país mientras ocupaba el cargo.
La Unidad de Entrenamiento del Ejército Británico en Kenia (BATUK) se utiliza para el entrenamiento de batallones de infantería británicos en el terreno árido y accidentado del Gran Valle del Rift-

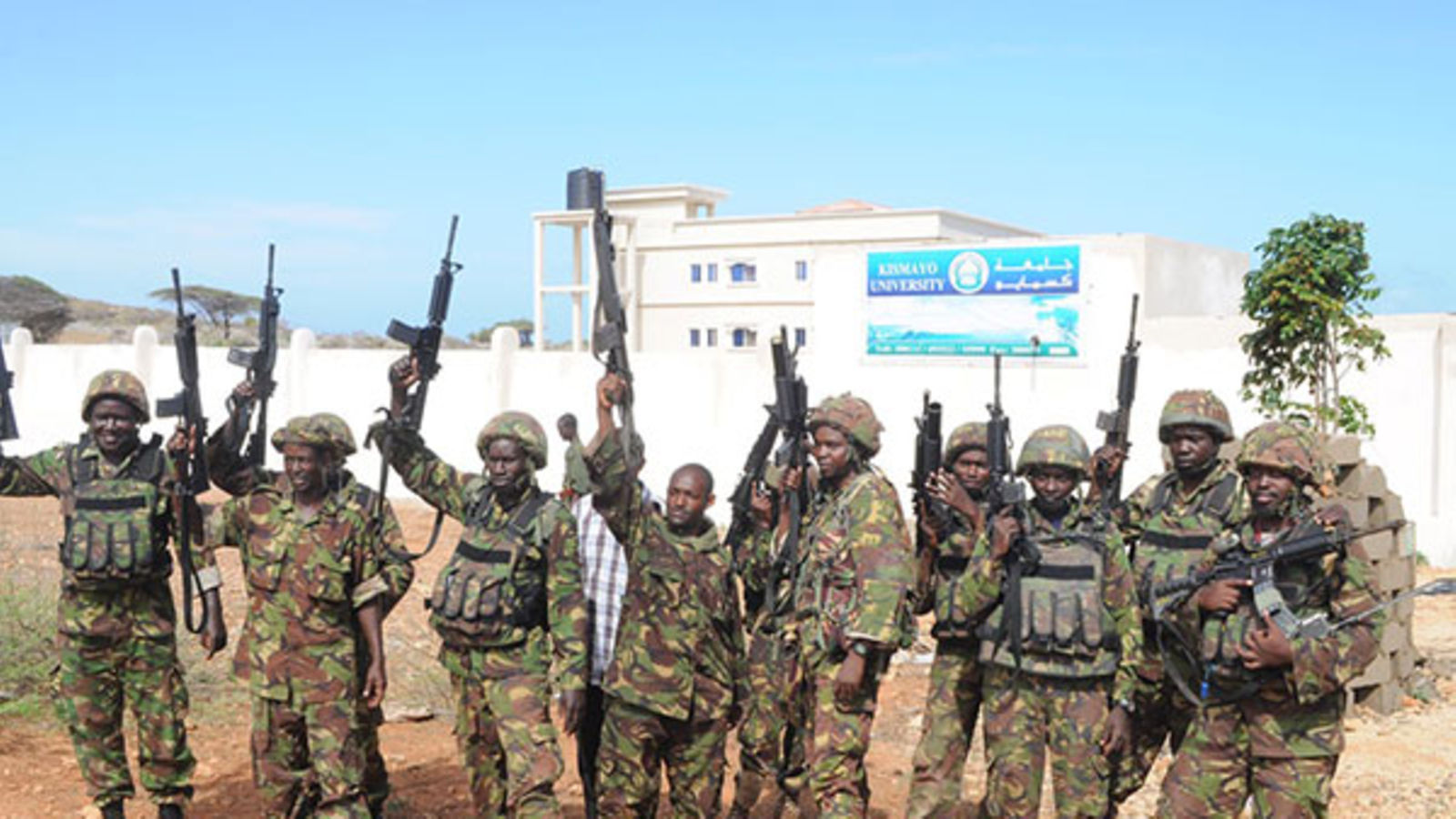
Soldados kenianos celebran la captura de Kismayo (Sur de la vecina Somalia) frente al grupo extremista Al Shabab en 2012.

### Defensa
Las Fuerzas de Defensa de Kenia son las fuerzas armadas de Kenia. El Ejército de Kenia, la Armada de Kenia y la Fuerza Aérea de Kenia componen las Fuerzas de Defensa Nacional. Las actuales Fuerzas de Defensa de Kenia se establecieron, y su composición se fijó, en el artículo 241 de la Constitución de Kenia de 2010; las Fuerzas de Defensa de Kenia se rigen por la Ley de las Fuerzas de Defensa de Kenia de 2012. El presidente de Kenia es el comandante en jefe de todas las fuerzas armadas.
Las fuerzas armadas participan regularmente en misiones de mantenimiento de la paz en todo el mundo. Además, tras las elecciones nacionales de diciembre de 2007 y la violencia que se desató posteriormente en el país, una comisión de investigación, la Comisión Waki, elogió su buena disposición y consideró que «habían cumplido bien con su deber» No obstante, ha habido graves denuncias de violaciones de los derechos humanos, más recientemente durante la realización de operaciones de contrainsurgencia en la zona del Monte Elgon y también en el distrito de Mandera central.

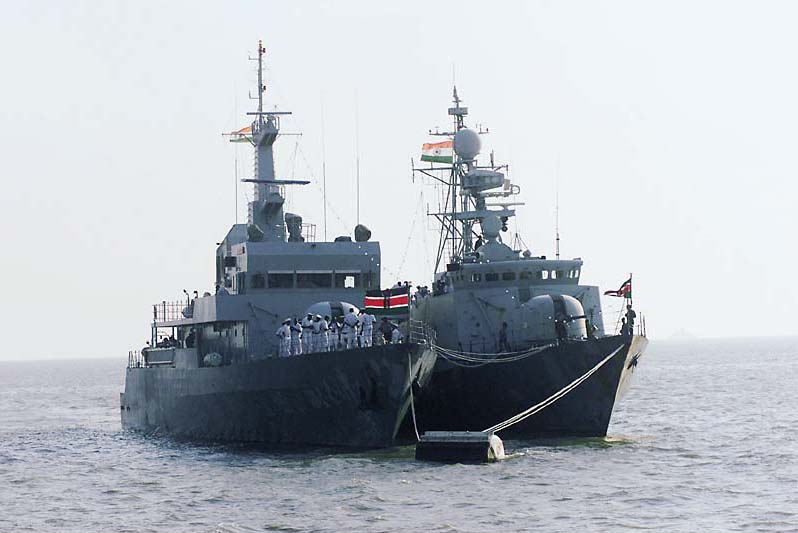
Dos buques de la Armada de Kenia en el Océano Índico

Las fuerzas armadas de Kenia, al igual que muchas instituciones gubernamentales del país, se han visto salpicadas por acusaciones de corrupción. Dado que las operaciones de las fuerzas armadas han estado tradicionalmente cubiertas por el omnipresente manto de la «seguridad del Estado», la corrupción ha estado oculta a la vista del público y, por tanto, menos sujeta al escrutinio público y a la notoriedad. Esto ha cambiado recientemente. En 2010, en lo que constituyen revelaciones sin precedentes para Kenia, se presentaron denuncias creíbles de corrupción en relación con el reclutamiento y la adquisición de vehículos blindados de transporte de tropas. Además, se ha cuestionado públicamente la sensatez y prudencia de determinadas decisiones de adquisición.

### Derechos humanos
En su informe anual de 2010, Amnistía Internacional criticó la falta de voluntad política del gobierno keniano para llevar ante la justicia a los responsables de violaciones de derechos humanos durante los violentos disturbios que siguieron a las elecciones de 2007 y para indemnizar adecuadamente a las víctimas. Según el informe, tampoco ha cambiado la situación de impunidad de los miembros de los servicios de seguridad del Estado responsables de homicidios ilegítimos y torturas. Otras organizaciones de derechos humanos, como la Comisión Nacional de Derechos Humanos de Kenia (KNCHR), también siguieron lamentando una «cultura de impunidad» en Kenia, ya que no había sido posible establecer un tribunal penal local para juzgar a los responsables e impulsores de los violentos disturbios que siguieron a las elecciones del 27 de diciembre de 2007. La Corte Penal Internacional (CPI) de La Haya se hizo cargo oficialmente del caso, pero suspendió el procedimiento el 5 de diciembre de 2012.

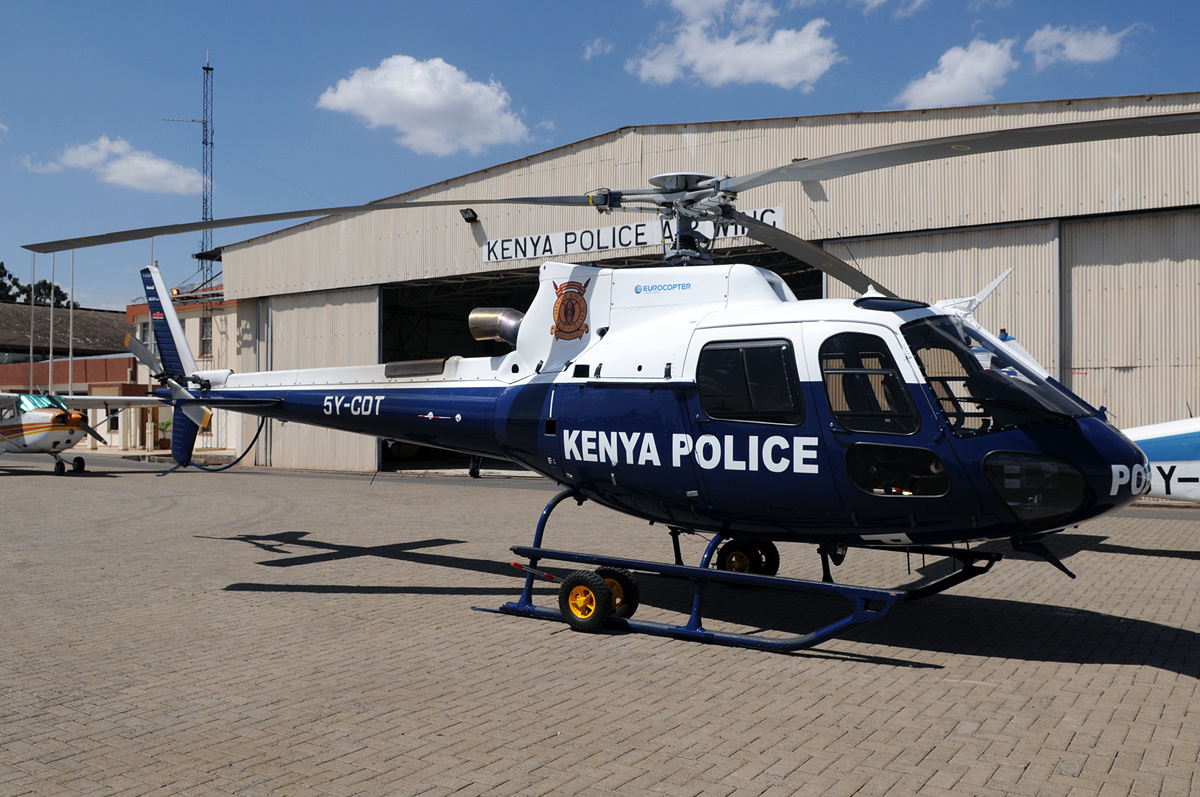
Un Helicóptero de la Policía de Kenia

Los defensores de los derechos humanos se enfrentaron a amenazas y a grandes riesgos personales. Los enfrentamientos entre diferentes grupos étnicos, similares a los pogromos, provocaron repetidas violaciones de derechos humanos. Miles de personas fueron desplazadas por la fuerza de sus hogares. Delitos sexuales como la violación y la circuncisión forzada de mujeres y niñas siguen siendo generalizados. En marzo de 2010, un estudio publicado por la Federación Internacional de Abogadas (FIDA) reveló que las mujeres y niñas con discapacidad en Kenia tienen tres veces más probabilidades de ser víctimas de violencia de género que las mujeres sin discapacidad. El estudio también reveló que estos incidentes prácticamente nunca se denuncian.
Según un informe de UNICEF, la prostitución infantil en este país de África Oriental ha alcanzado proporciones dramáticas. Casi un tercio de las niñas de entre 12 y 18 años ya han mantenido relaciones sexuales a cambio de dinero o regalos. No se han utilizado preservativos en cerca del 36% de todos los actos sexuales con niñas prostitutas. Según el informe, hasta 15.000 niñas de entre 12 y 18 años ofrecen ocasionalmente sexo a cambio de dinero o bienes materiales en la costa keniana. Esto supone hasta el 30% de este grupo de edad en la región. Entre 2000 y 3000 chicos y chicas se prostituyen allí regularmente. El Informe sobre Derechos Humanos 2009 de Estados Unidos de América también menciona la trata de seres humanos y el reclutamiento de niños soldado en relación con la situación de los derechos humanos en Kenia.

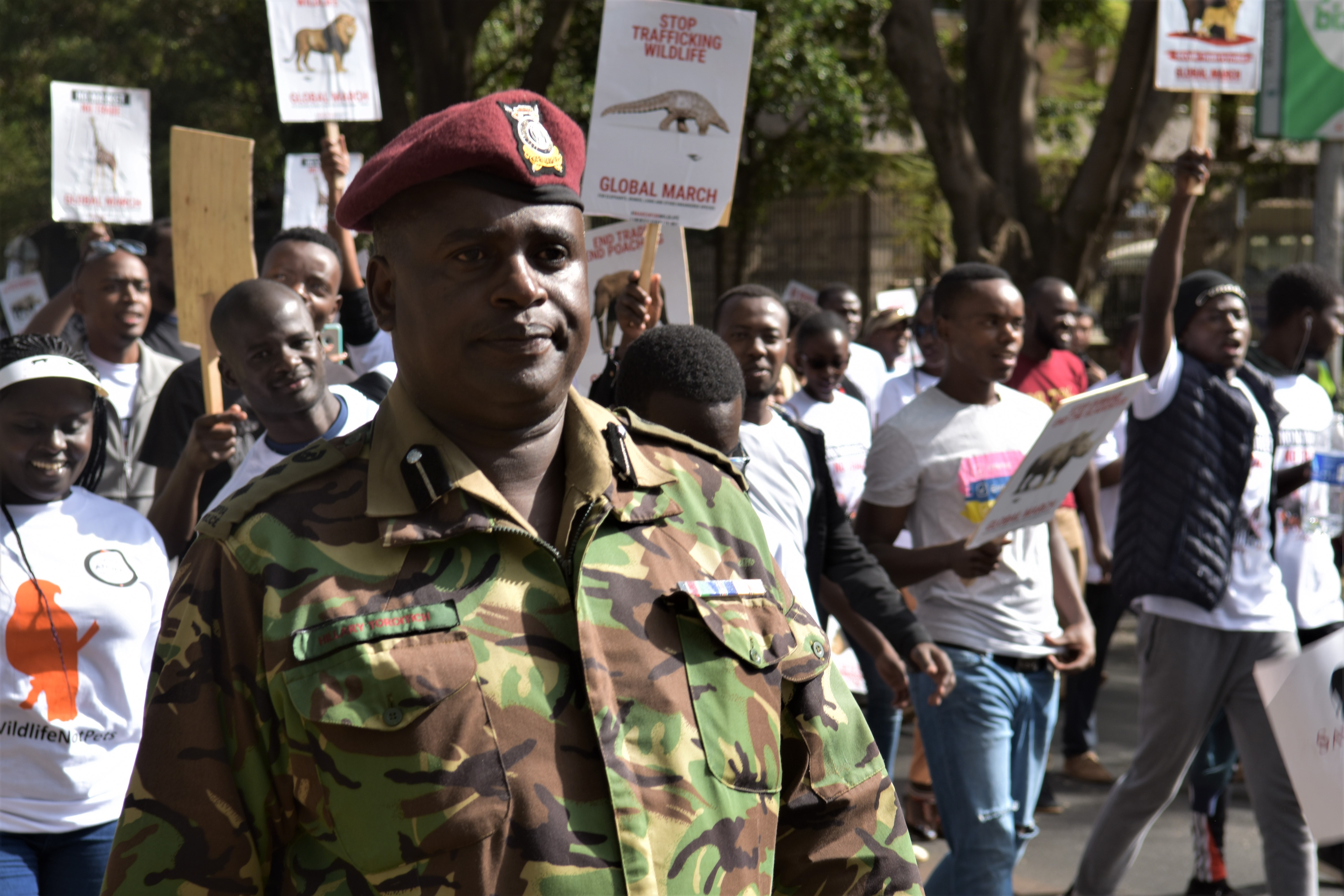
Un oficial de la Unidad de Servicios Generales (General Service Unit) durante una protesta en Nairobi, Kenia

En Kenia existe un clima de rechazo social, discriminación y violencia contra las personas por su orientación sexual o identidad de género. En 2007, el Consejo de Imanes y Predicadores de Kenia condenó públicamente la homosexualidad y se manifestó en contra de la legalización de los matrimonios entre personas del mismo sexo.
El Código Penal penaliza y prohíbe los actos homosexuales en general y establece una pena máxima de 14 años. Una cláusula específica menciona explícitamente los actos homosexuales entre hombres y establece una pena máxima de 21 años. En febrero de 2010, tres hombres homosexuales de la ciudad costera de Mtwapa fueron perseguidos, maltratados y casi asesinados por una multitud incitada por un obispo radical.
Según una encuesta realizada en 2020 por el Pew Research Center, el 83% de los kenianos cree que la homosexualidad no debería ser aceptada por la sociedad. Durante una rueda de prensa conjunta con el presidente Barack Obama en 2015, el presidente Kenyatta se negó a asegurar el compromiso de Kenia con los derechos de los homosexuales, afirmando que «la cuestión de los derechos de los homosexuales no es realmente una cuestión.... Pero hay algunas cosas que debemos admitir que no compartimos. Nuestra cultura, nuestras sociedades no lo aceptan".
En noviembre de 2008, WikiLeaks atrajo la atención internacional sobre el informe The Cry of Blood, que documenta las ejecuciones extrajudiciales de gánsters a manos de la policía keniana. En el informe, la Comisión Nacional de Derechos Humanos de Kenia (KNCHR, por sus siglas en inglés) informó de estos hechos en su conclusión clave «e)», afirmando que las desapariciones forzadas y las ejecuciones extrajudiciales parecían ser una política oficial sancionada por los dirigentes políticos y la policía.En materia de derechos humanos, respecto a la pertenencia a los siete organismos de la Carta Internacional de Derechos Humanos, que incluyen al Comité de Derechos Humanos (HRC), Kenia ha firmado o ratificado:
| Kenia | Tratados internacionales                                                                                                   | Tratados internacionales | Tratados internacionales                                                                                                   | Tratados internacionales  | Tratados internacionales  | Tratados internacionales                                                                                                   | Tratados internacionales | Tratados internacionales                                                                                                   | Tratados internacionales  | Tratados internacionales                                                                                                   | Tratados internacionales | Tratados internacionales | Tratados internacionales | Tratados internacionales    | Tratados internacionales | Tratados internacionales  | Tratados internacionales | Tratados internacionales  |
| --- | --- | ------------------------ | --- | ------------------------- | ------------------------- | --- | ------------------------ | --- | ------------------------- | --- | ------------------------ | ------------------------ | ------------------------ | --------------------------- | ------------------------ | ------------------------- | ------------------------ | ------------------------- |
| Kenia | CESCR | CESCR                    | CCPR | CCPR                      | CCPR                      | CERD | CED                      | CEDAW | CEDAW                     | CAT | CAT                      | CRC                      | CRC                      | CRC                         | CRC                      | MWC                       | CRPD                     | CRPD                      |
| Kenia | CESCR | CESCR-OP                 | CCPR | CCPR-OP1                  | CCPR-OP2-DP               | CERD | CED                      | CEDAW | CEDAW-OP                  | CAT | CAT-OP                   | CRC                      | CRC-OP-AC                | CRC-OP-SC                   | CRC-OP-CP                | MWC                       | CRPD                     | CRPD-OP                   |
| Pertenencia | Kenia ha reconocido la competencia de recibir y procesar comunicaciones individuales por parte de los órganos competentes. | Sin información.         | Kenia ha reconocido la competencia de recibir y procesar comunicaciones individuales por parte de los órganos competentes. | Ni firmado ni ratificado. | Ni firmado ni ratificado. | Kenia ha reconocido la competencia de recibir y procesar comunicaciones individuales por parte de los órganos competentes. | Sin información.         | Kenia ha reconocido la competencia de recibir y procesar comunicaciones individuales por parte de los órganos competentes. | Ni firmado ni ratificado. | Kenia ha reconocido la competencia de recibir y procesar comunicaciones individuales por parte de los órganos competentes. | Sin información.         | Firmado y ratificado.    | Firmado y ratificado.    | Firmado pero no ratificado. | Sin información.         | Ni firmado ni ratificado. | Firmado y ratificado.    | Ni firmado ni ratificado. |
| Firmado y ratificado, firmado, pero no ratificado, ni firmado ni ratificado, sin información, ha accedido a firmar y ratificar el órgano en cuestión, pero también reconoce la competencia de recibir y procesar comunicaciones individuales por parte de los órganos competentes. | |                          | |                           |                           | |                          | |                           | |                          |                          |                          |                             |                          |                           |                          |                           |

## Organización político-administrativa

Los 47 condados de Kenia.

Desde 2013, Kenia se divide en 47 condados, los cuales están dirigidos por un gobernador. Son las divisiones de primer orden de Kenia. Anteriormente, el país se organizaba en ocho provincias.
La división administrativa más pequeña corresponde a las localidades, las cuales suelen coincidir con los distritos electorales. Las localidades toman su nombre a partir de una población central. Las poblaciones más grandes cuentan con varias localidades. Cada localidad tiene un jefe, el cual es elegido por el estado.
Hay una división por distritos electorales, en las que cada condado suele contar con varios. En el 2010 se creó una comisión para hacer un análisis de los distritos electorales. Como conclusión, recomendó crear 80 nuevos distritos electorales. Antes de las elecciones del 2013, había 210 distritos electorales en Kenia.

## Geografía

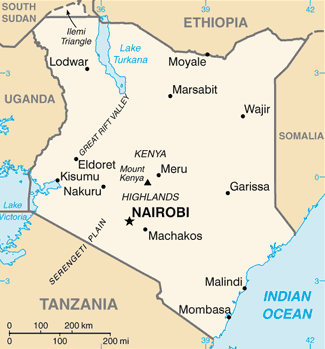
Mapa de Kenia.

Kenia se encuentra situada en el este de África, en las costas del océano Índico. Limita al norte con Sudán del Sur y Etiopía, al noreste con Somalia, al oeste con Uganda, al sur con Tanzania y al este con el océano Índico.
Se distinguen cuatro zonas geográficamente diferenciadas: la meseta central dominada por el valle del Rift que la atraviesa de norte a sur, desde el lago Turkana hasta el lago Magadi; la meseta occidental, donde se encuentran el lago Victoria, el monte Elgon y los principales parques nacionales de Kenia; el cinturón litoral con 536 km de costas y la zona semidesértica del noreste del país dominada por el desierto de Chalbi.
La superficie total de Kenia es de 591 958 km² y cuenta con 536 km de costa en el Índico. El clima es de tipo tropical en la costa y árido en el interior.
El monte Kenia, que da nombre al país, se encuentra en el centro del territorio, al norte de Nairobi, y es la cumbre más alta del país y la segunda de África, tras el Kilimanjaro. Este último está también parcialmente en Kenia, si bien su cumbre más alta se encuentra en su totalidad en el territorio de Tanzania.
La hidrografía está formada principalmente por los numerosos lagos existentes (Victoria, Turkana, Baringo, Nakuru, Hannington, etc.). Cuenta además con dos ríos importantes: el Tana, de 800 km de longitud, y el río Athi-Galana, de 560 km.

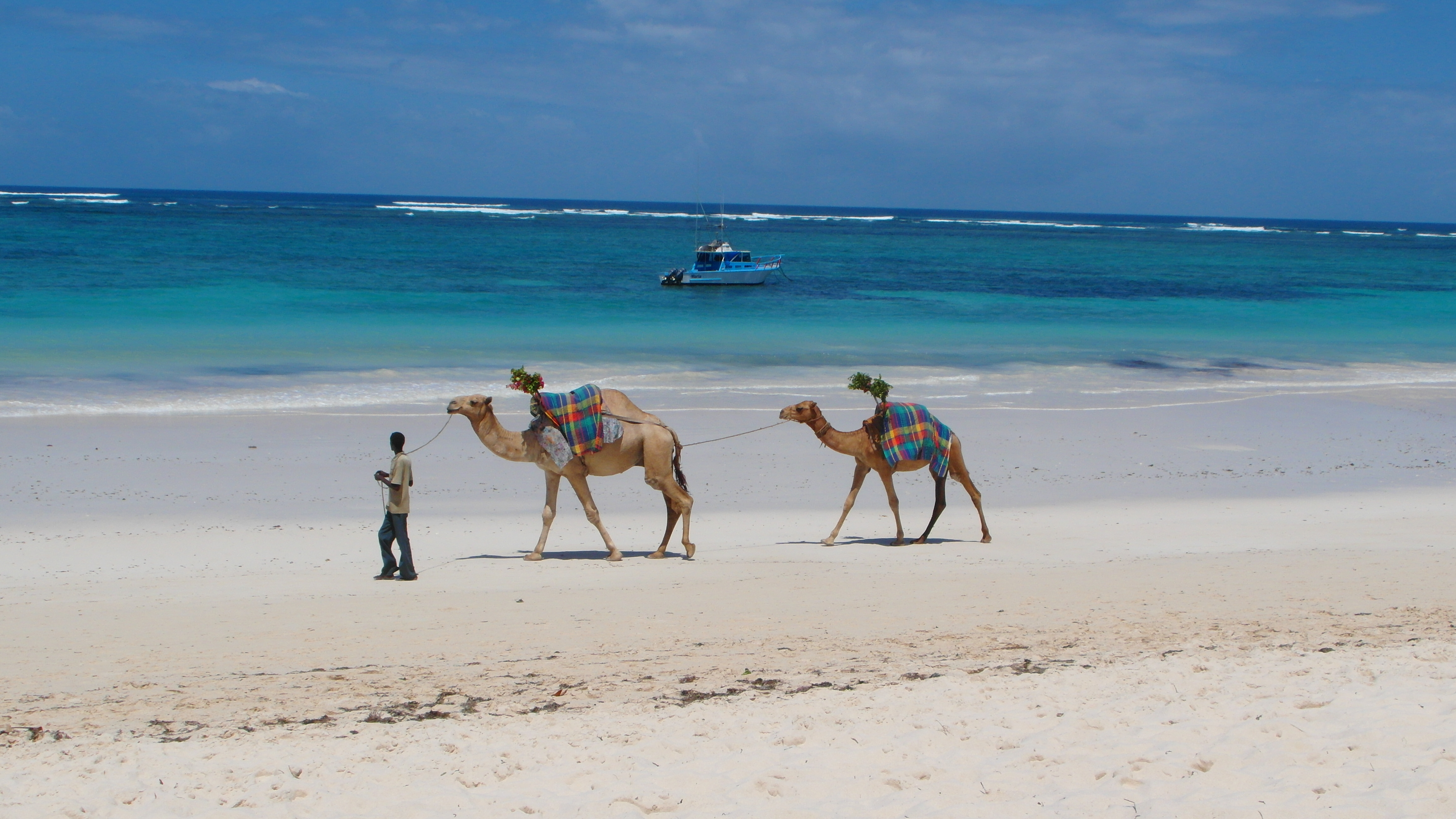
Camellos en la playa Diani en Kenia

Aunque la superficie forestal está disminuyendo ligeramente, la superficie de bosque primario se ha reducido a más de la mitad en 15 años, de 1990 a 2005, pasando de 766 000 hectáreas a 322 000 ha.
Kenia ha puesto en marcha su primer censo de fauna salvaje a partir de 2021. Décadas de caza furtiva, la expansión del hábitat humano y el calentamiento global han golpeado duramente a la población animal. Por ejemplo, el elefante africano ha visto reducida su población en más de un 60 % desde los años 70, y el león en más de un 80 % en el último siglo, según la Unión Internacional para la Conservación de la Naturaleza (UICN).

### Clima

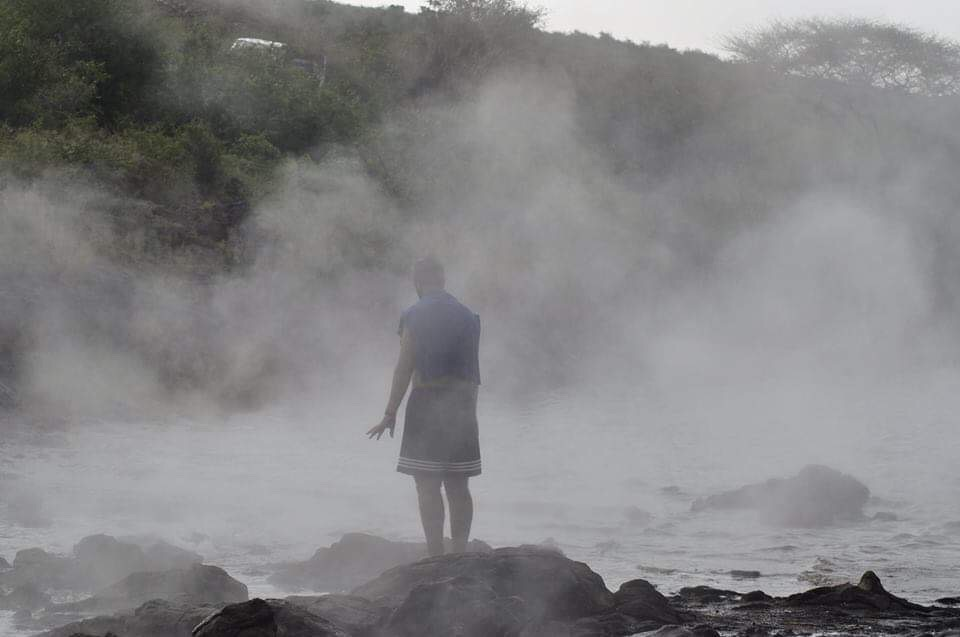
Aguas termales en Kenia

El clima de Kenia varía de tropical en la costa a templado en el interior y árido en el norte y noreste del país. La zona recibe una gran cantidad de sol todos los meses. Suele refrescar por la noche y a primera hora de la mañana en las zonas más elevadas del interior.
La estación de las «lluvias largas» va de marzo/abril a mayo/junio. La estación de las «lluvias cortas» va de octubre a noviembre/diciembre. Las lluvias son a veces intensas y suelen caer por la tarde y por la noche. El cambio climático está alterando el patrón natural del periodo de lluvias, provocando una ampliación de las lluvias cortas, que ha dado lugar a inundaciones, y reduciendo el ciclo de sequía de cada diez años a eventos anuales, produciendo fuertes sequías como la de Kenia de 2008-09.
La temperatura se mantiene alta durante estos meses de lluvias tropicales. El periodo más caluroso es febrero y marzo, que dan paso a la estación de las lluvias largas, y el más frío es julio, hasta mediados de agosto.

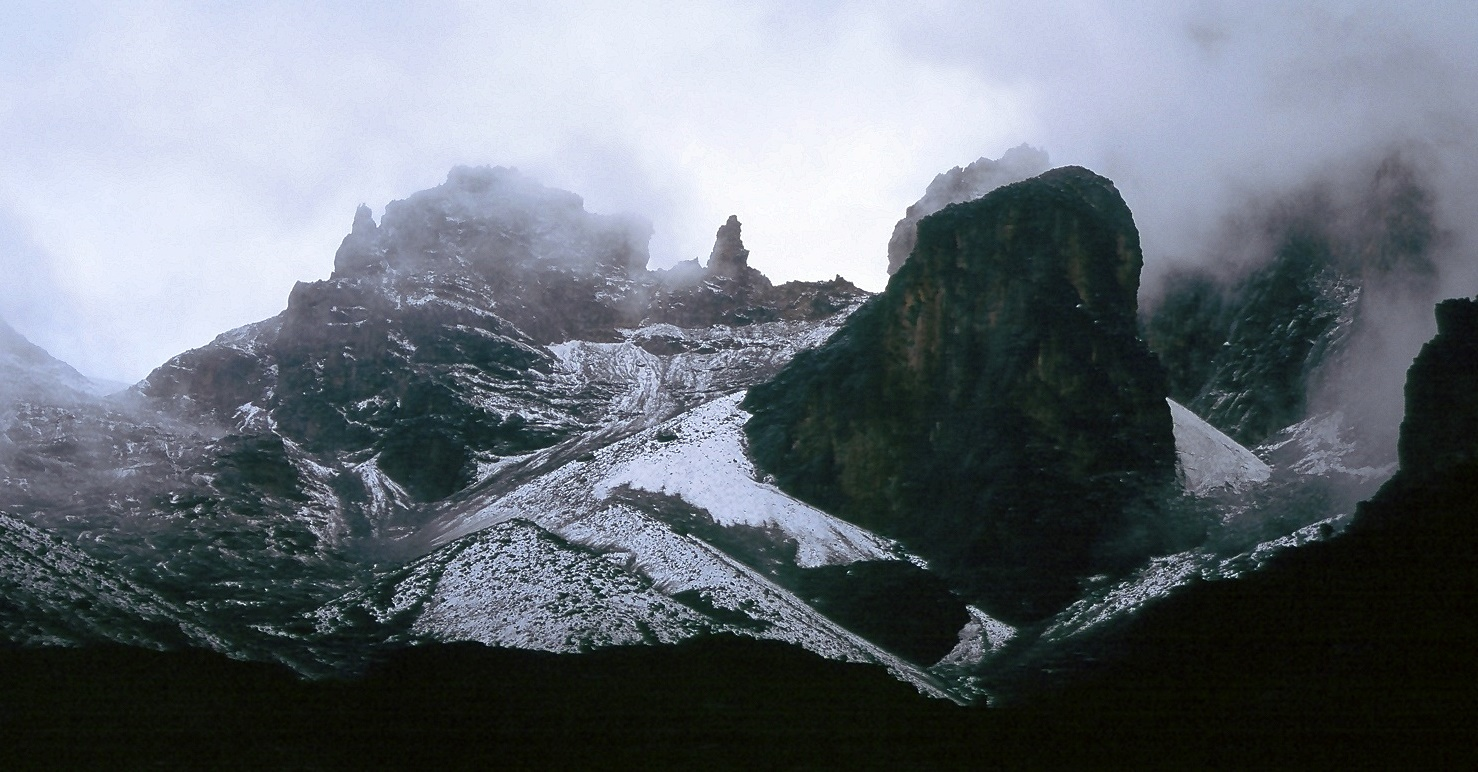
Glaciares en el Monte Kenia

El cambio climático supone una amenaza cada vez mayor para el desarrollo socioeconómico mundial y la sostenibilidad medioambiental. Los países en desarrollo con escasa capacidad de adaptación y alta vulnerabilidad al fenómeno se ven afectados de forma desproporcionada. En Kenia, el cambio climático afecta cada vez más a la vida de los ciudadanos y al medio ambiente. El cambio climático ha provocado fenómenos meteorológicos extremos más frecuentes, como sequías que duran más de lo habitual, precipitaciones irregulares e impredecibles, inundaciones y aumento de las temperaturas.
Los efectos de estos cambios climáticos han dificultado aún más los retos ya existentes en materia de seguridad hídrica, seguridad alimentaria y crecimiento económico. Las cosechas y la producción agrícola, que representan alrededor del 33% del Producto Interior Bruto (PIB) total, también están en peligro. El aumento de las temperaturas, la variabilidad de las precipitaciones en las zonas áridas y semiáridas y los fuertes vientos asociados a los ciclones tropicales se han combinado para crear condiciones favorables para la reproducción y migración de plagas. Se prevé que un aumento de la temperatura de hasta 2,5 °C para 2050 incrementará la frecuencia de fenómenos extremos como inundaciones y sequías.

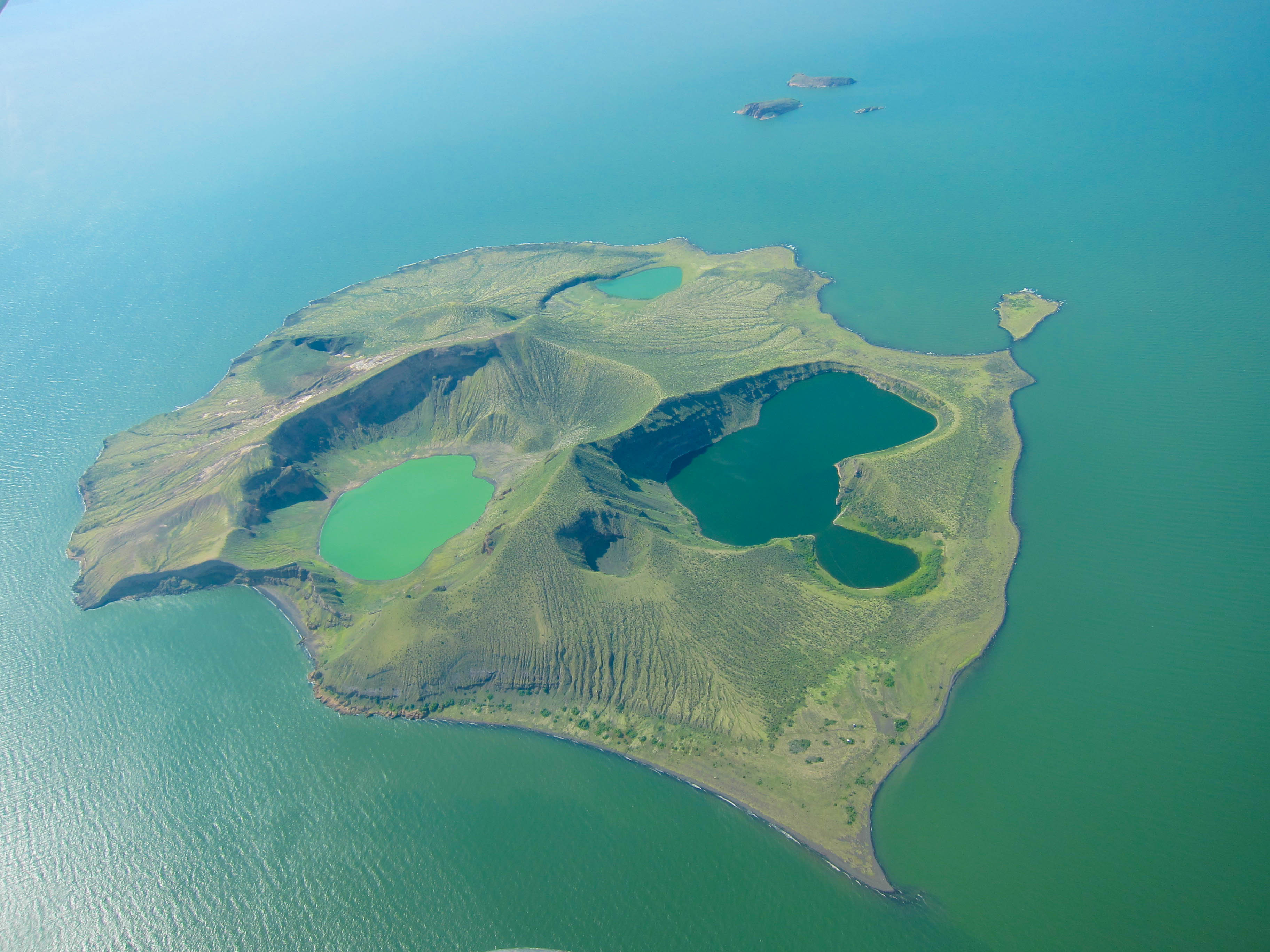
Cráter volcánico en la Isla Central (5 km²) en el Lago Turkana al norte de Kenia

### Topografía
La elevación del terreno keniano asciende suave y constantemente desde el océano Índico en el sureste hasta los montes Aberdare, y luego desciende en dirección oeste y norte.
El país está atravesado por el Gran Rift Oriental, que separa la Placa de Nubia al oeste de la Placa Somalí al este, y corta el tercio occidental del país del resto de sur a norte. La anchura del rift varía entre 45 y 100 km. Aunque su profundidad máxima ronda los 1.510 m en el escalón oriental que bordea el lago Bogoria, es difícil distinguirlo del desierto circundante en el delta del río Turkwel (lago Turkana).
Esta grieta, cuyo lineamiento occidental sigue aproximadamente el paralelo 0,2e hacia el sur, contiene varios lagos, de sur a norte: Magadi, Naivasha, Elementaita, Nakuru, Bogoria, Baringo, Turkana, etc. En comparación con los lagos del Rift occidental, los del Rift oriental tienen una profundidad máxima relativamente escasa, con un máximo de 109 m para el lago Turkana. El golfo de Winam forma la parte occidental del Rift Occidental (conocido como el Rift de Kavirondo).
Varios volcanes inactivos bordean esta falla oriental de sur a norte: el monte Olengarua, el monte Oloolkisailie, el monte Suswa, el monte Longonot, el monte Kipipiri y el monte Lopokino. Los montes Londiani, Eldalat y Tinderet bloquean la entrada a la grieta de Kavirondo, mientras que los montes Homa, Nyamaji y la caldera de Rangwe bordean el paso sur de la grieta.

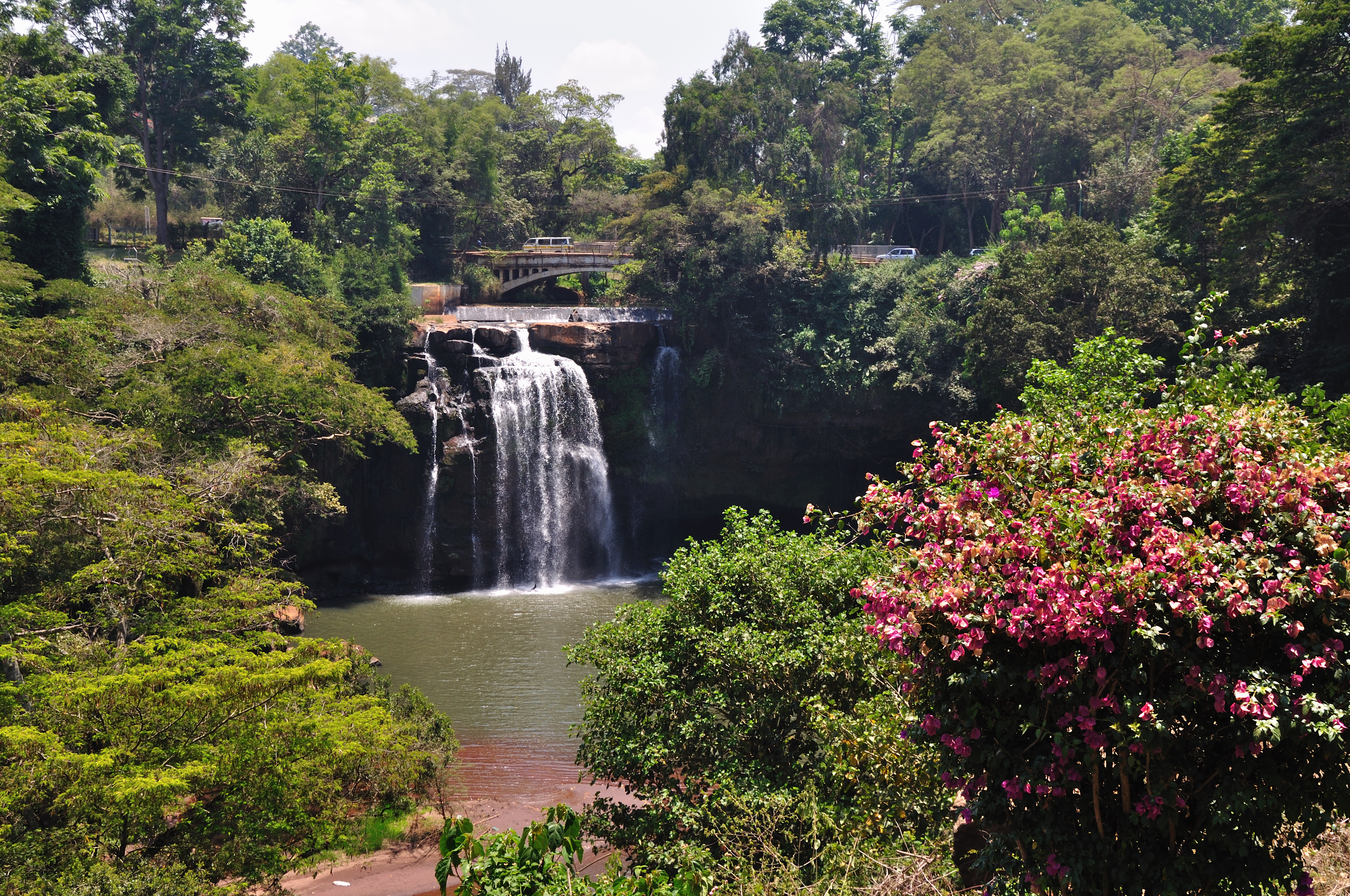
Una de las numerosas cascadas en territorio keniano

Los montes y volcanes extintos de Kenia y Elgon, desplazados de la grieta oriental, son también los dos picos más altos del país.
Los dos desiertos principales son el de Chalbi, que se extiende al este del lago Turkana y se adentra en Etiopía, y el de Nyiri, al este del lago Magadi.
La costa está bordeada por varios arrecifes de coral, que en conjunto cubren una superficie de 621 kilómetros cuadrados.

### Fauna

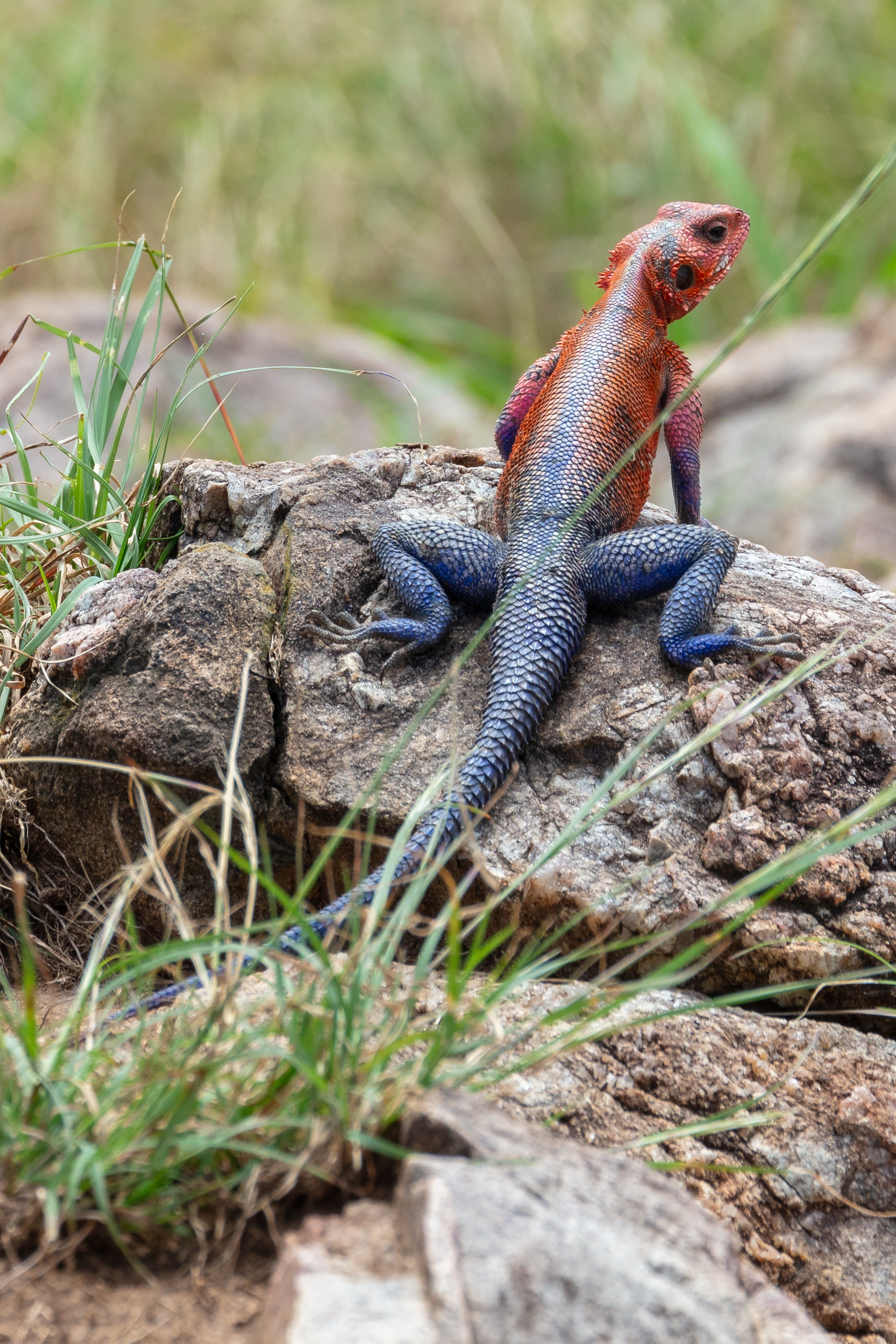
Una Agama (Agama mwanzae) en la Reserva natural de Masái Mara

Kenia tiene una superficie considerable dedicada a hábitats de fauna salvaje, entre ellos el Masái Mara, donde los ñus azules y otros bóvidos participan en una migración anual a gran escala. Más de un millón de ñus y 200.000 cebras participan en la migración a través del río Mara.
Los «Cinco Grandes» animales de caza de África, es decir, el león, el leopardo, el búfalo, el rinoceronte y el elefante, pueden encontrarse en Kenia y en el Masái Mara en particular. En los parques nacionales y reservas de caza del país hay una importante población de otros animales salvajes, reptiles y aves. Entre junio y septiembre se produce la migración anual de animales, en la que participan millones de ejemplares y que atrae a un valioso turismo extranjero. Dos millones de ñus recorren una distancia de 2.900 kilómetros desde el Serengeti, en la vecina Tanzania, hasta el Masái Mara, en Kenia, en constante movimiento en el sentido de las agujas del reloj, en busca de comida y agua. Esta Migración del Serengueti de los ñus figura entre las Siete Maravillas Naturales de África.
Kenia obtuvo en 2019 una puntuación media del Índice de Integridad del Paisaje Forestal de 4,2/10, lo que la sitúa en el puesto 133 a nivel mundial de un total de 172 países.

## Economía

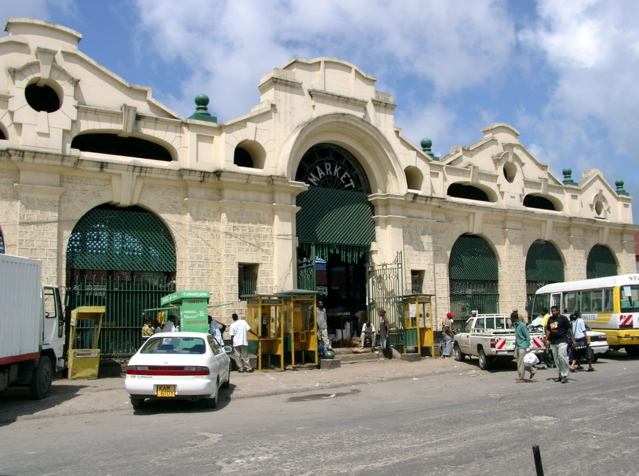
Mercado en Mombasa.

El turismo es la principal fuente de ingresos, aunque tiene la industria más diversificada de África Oriental. En cultivos (30 % del PIB) se destacan el café y el té. El principal puerto del país es Mombasa.
La Unión Europea es el principal socio comercial de Kenia.
Según los estudios sobre el IDH del 2006 era el país donde hay menor diferenciación de salario entre sexos (0,83).
Sólo el 41 % de la población tiene acceso a una cuenta bancaria (datos de 2021).
Según el Índice mundial de innovación, a cargo de la Organización Mundial de la Propiedad Intelectual, en 2024, Kenia se ubicó en lugar 96 en innovación entre 133 países del mundo; mientras que en 2023 ocupó el lugar 100 y el lugar 88 en 2022.

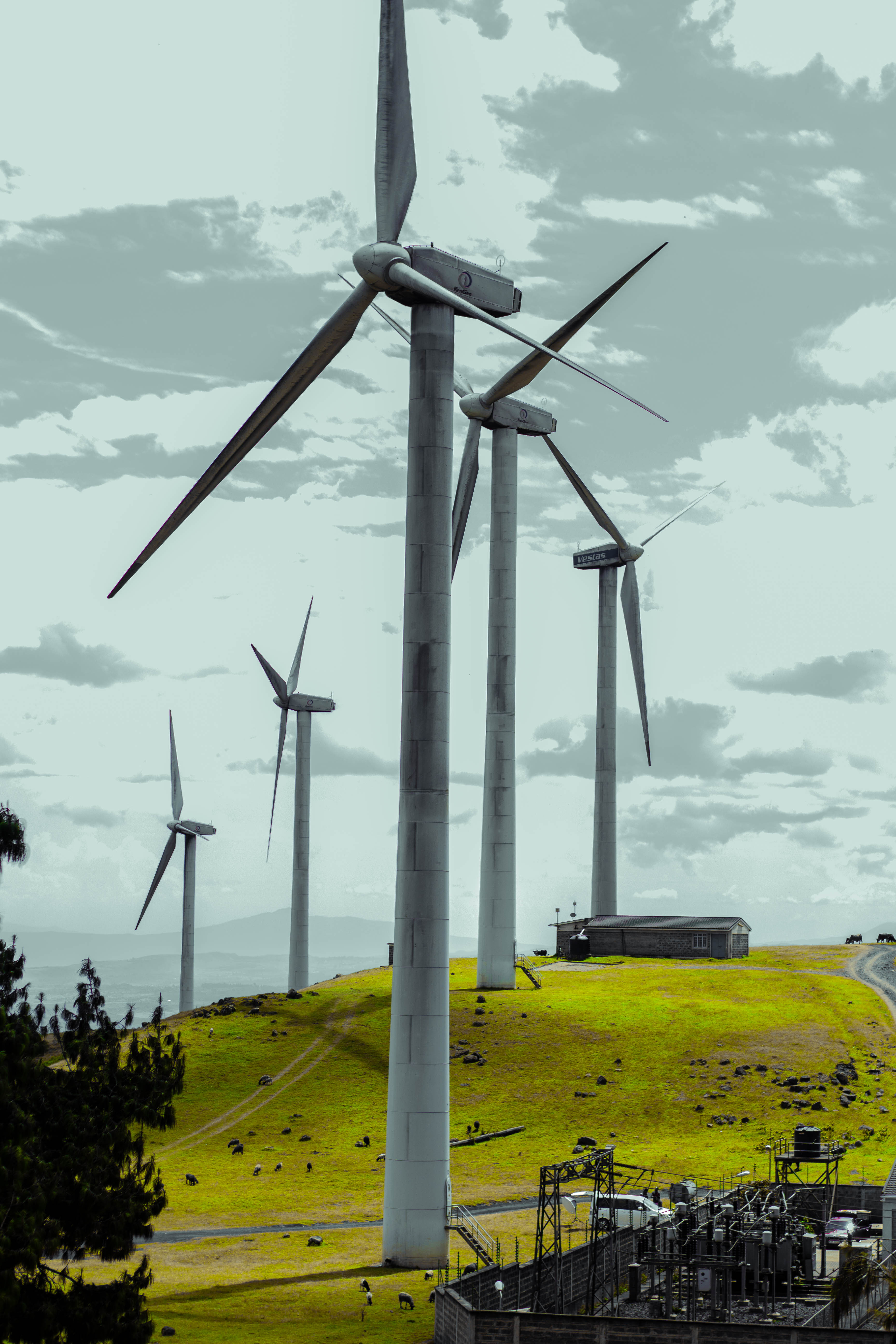
Turbinas eólicas en las colinas de Ngong, Kenia

### Energía
La mayor parte del suministro de electricidad de Kenia proviene de centrales hidroeléctricas en las presas a lo largo de la parte alta del río Tana, así como también de la garganta Turkel en el oeste.
Una planta a petróleo en la costa, las instalaciones geotérmicas en Olkaria (cerca de Nairobi), y la electricidad importados de Uganda, cumplen el resto de la demanda. La capacidad eléctrica de Kenia llegó a 1142 megavatios al año entre 2001 y 2003.
La empresa estatal Kenya Electricity Generating Company (KenGen), establecida en 1997 bajo el nombre de Kenya Power Company, se encarga de la generación de electricidad, mientras que Kenya Power and Lighting Company (KPLC), que está en vías de privatización, se ocupa de la transmisión y distribución.
El déficit de electricidad se produce periódicamente, debido a las sequías que reducen el flujo de los ríos para las hidroeléctricas. Para llegar a disponer de la energía suficiente, Kenia tiene planeada la creación de una central nuclear para el año 2027.
Pese a varias décadas de exploración, aún no se ha encontrado reservas de hidrocarburos en Kenia. Kenia importa actualmente todos sus requerimientos de petróleo. Las cuentas de petróleo ascienden al 25 % de la factura de las importaciones nacionales.

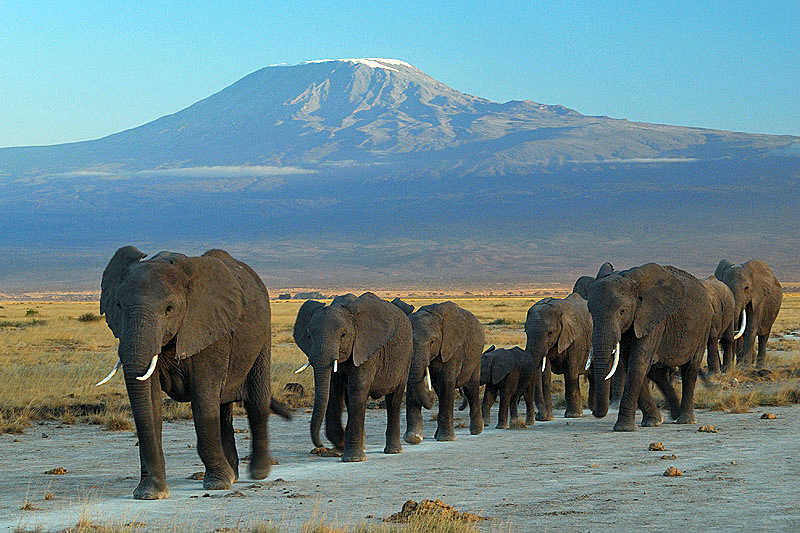
Elefantes en el parque nacional Amboseli

### Turismo
El sector de servicios, que aporta aproximadamente el 63 % del PIB, está dominado principalmente por el turismo. Este ha mostrado un crecimiento constante durante casi todos los años desde la independencia, llegando a ser durante la década de 1980 la principal fuente de divisas para el país.
Los turistas, principalmente británicos y alemanes, son atraídos por las playas y las zonas de reservas de caza, en particular, por el parque nacional de Tsavo (20 808 km²) en el sureste del país, el cual, cuenta con muchas especies representativas del continente como lo son el elefante, la cebra, el león, entre otros grandes mamíferos y especies africanas, que aportan al turismo local. Este turismo ha ayudado en la recuperación económica que ha sufrido el país durante los últimos años.

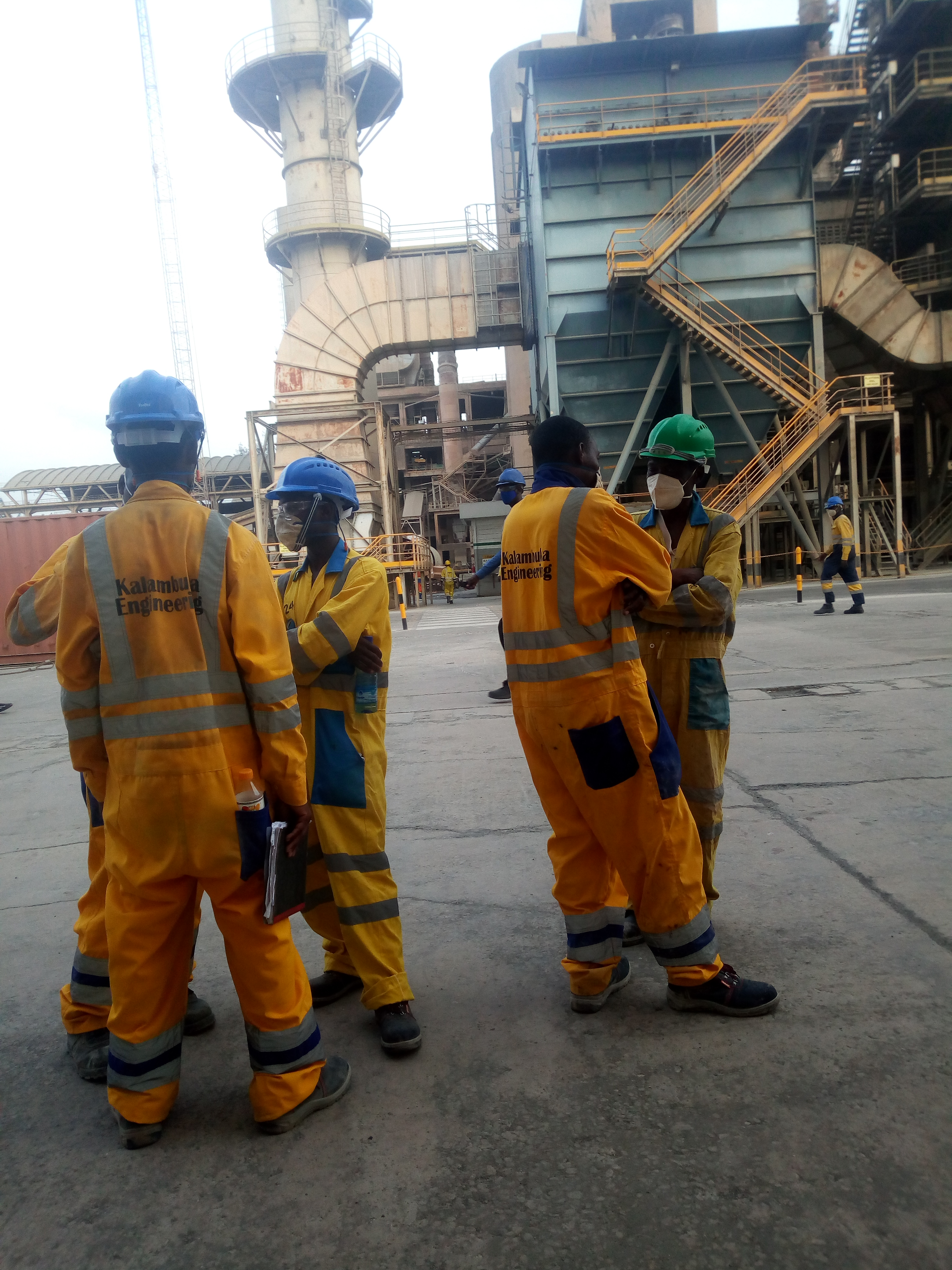
Una fábrica en Kenia

El turismo es actualmente la mayor fuente de divisas extranjeras de Kenia, seguido por las flores, el té y el café. En 2006 el turismo generó 803 millones de dólares en contraste a los 699 millones de dólares del año anterior.

### Industria y manufactura
A pesar de que Kenia es el país más desarrollado industrialmente de la región oriental de África, el sector sigue representando solo el 14 % de producto interno bruto (PIB).
La actividad industrial, concentrada en torno a los tres principales centros urbanos: Nairobi, Mombasa y Kisumu, está dominada por las industrias alimentaria como la molienda de cereales, la producción de cerveza y el procesamiento de caña de azúcar, además de la fabricación de bienes de consumo, como por ejemplo, vehículos.
Existe además un rápido crecimiento en la industria dedicada a la producción de cemento. Kenia tiene una refinería de petróleo que procesa el petróleo importado para la creación de productos destinados al mercado doméstico.

### Agricultura

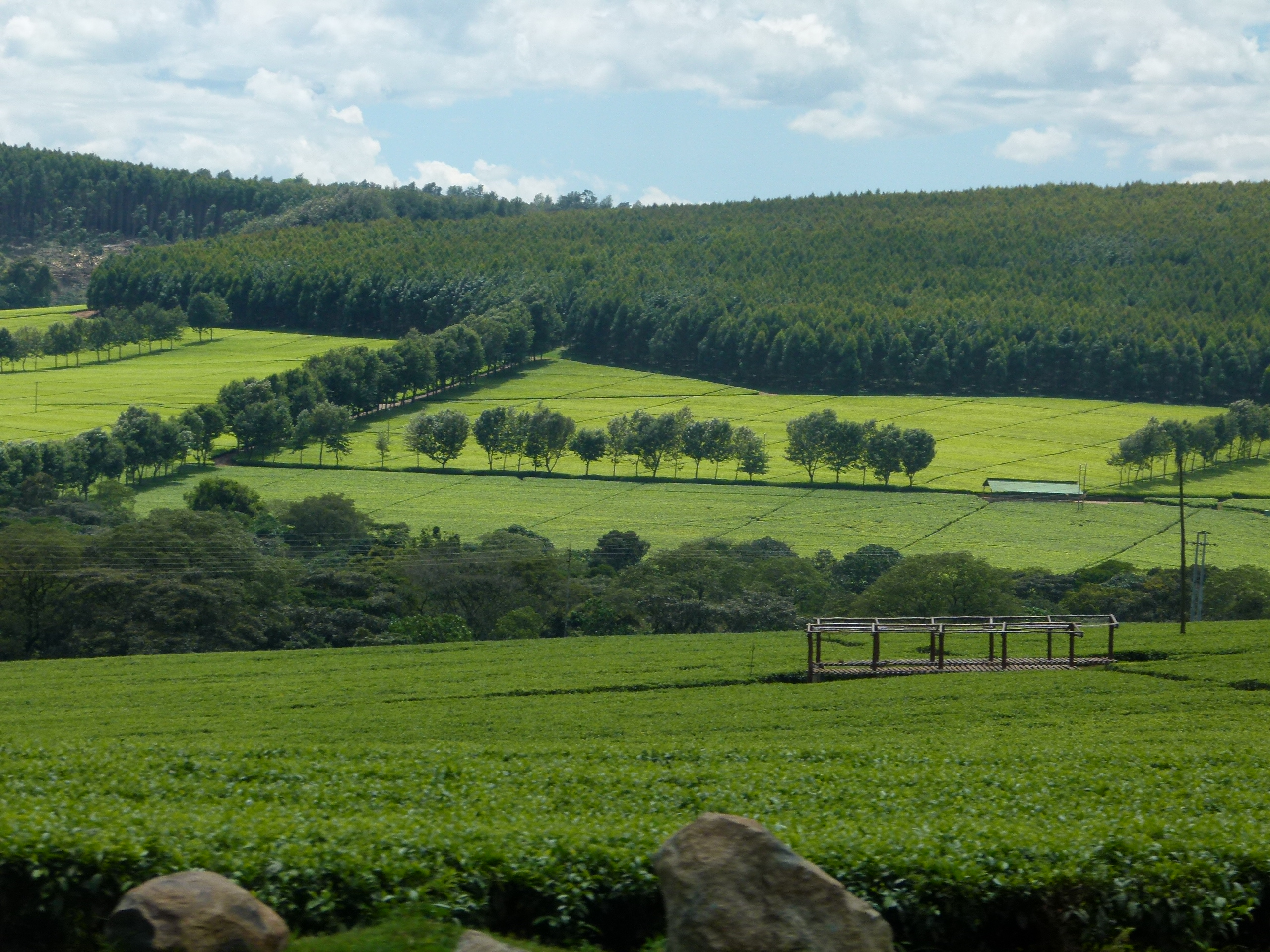
Plantación de Té en Kericho al suroeste de Kenia

La agricultura es el segundo sector que más contribuye al producto interior bruto (PIB) de Kenia, después del sector servicios. En 2005, la agricultura, incluida la silvicultura y la pesca, representaba el 24% del PIB, así como el 18% del empleo asalariado y el 50% de los ingresos por exportaciones. Los principales cultivos comerciales son el té, los productos hortícolas y el café. Los productos hortícolas y el té son los principales sectores en crecimiento y los dos más valiosos de todas las exportaciones de Kenia. La producción de alimentos básicos como el maíz está sujeta a fuertes fluctuaciones climáticas. Los descensos de la producción requieren periódicamente ayuda alimentaria, como en 2004, debido a una de las sequías intermitentes de Kenia.
Un consorcio dirigido por el Instituto Internacional de Investigación de Cultivos para las Zonas Tropicales Semiáridas (ICRISAT) ha tenido cierto éxito ayudando a los agricultores a cultivar nuevas variedades de guandú en lugar de maíz, en zonas especialmente secas. Los guandules son muy resistentes a la sequía, por lo que pueden cultivarse en zonas con menos de 650 milímetros de precipitaciones anuales. Sucesivos proyectos fomentaron la comercialización de legumbres estimulando el crecimiento de la producción local de semillas y de las redes de agrodistribuidores para su distribución y comercialización. Esta labor, que incluyó la vinculación de los productores con los mayoristas, contribuyó a aumentar los precios de los productores locales en un 20-25% en Nairobi y Mombasa. La comercialización del guandú está permitiendo a algunos agricultores adquirir activos que van desde teléfonos móviles a tierras productivas y ganado, y les está abriendo vías para salir de la pobreza.

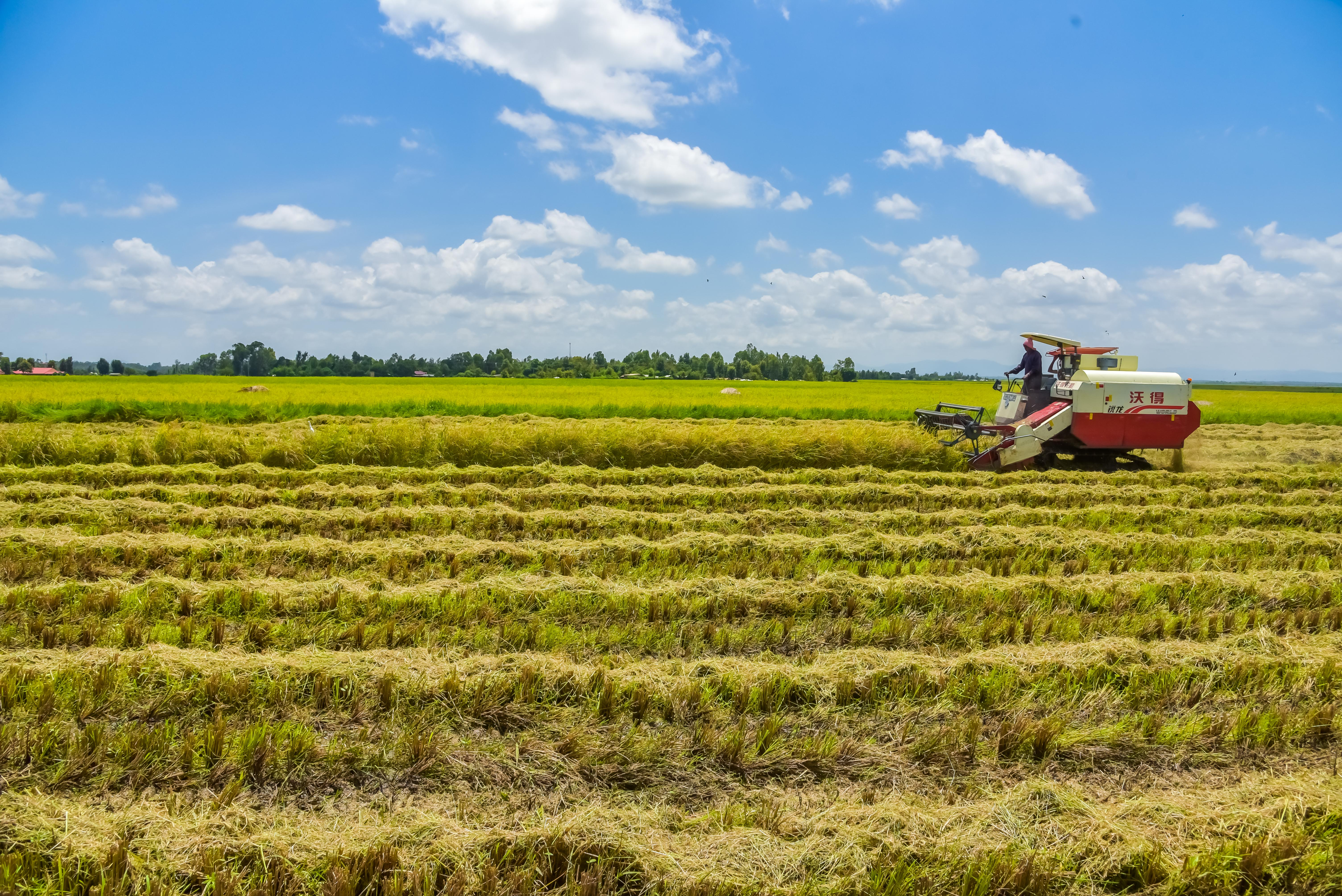
Cultivo de Arroz en Mwea

El té, el café, el sisal, el piretro, el maíz y el trigo se cultivan en las fértiles tierras altas, una de las regiones de producción agrícola más prósperas de África. El ganado predomina en la sabana semiárida del norte y el este. En las zonas bajas se cultivan cocos, piñas, anacardos, algodón, caña de azúcar, sisal y maíz. Kenia no ha alcanzado el nivel de inversión y eficacia en agricultura que pueda garantizar la seguridad alimentaria, y unido a la pobreza resultante (el 53% de la población vive por debajo del umbral de pobreza), una parte importante de la población pasa hambre regularmente y depende en gran medida de la ayuda alimentaria. Las malas carreteras, una red ferroviaria inadecuada, un transporte por agua infrautilizado y un transporte aéreo caro han aislado las zonas áridas y semiáridas en su mayoría, y los agricultores de otras regiones suelen dejar que los alimentos se pudran en los campos porque no pueden acceder a los mercados. Esto ocurrió por última vez en agosto y septiembre de 2011, lo que dio lugar a la iniciativa Kenyans for Kenya de la Cruz Roja.
El sector del regadío de Kenia se divide en tres tipos de organización: sistemas de pequeños agricultores, sistemas públicos de gestión centralizada y sistemas de regadío privados/comerciales.

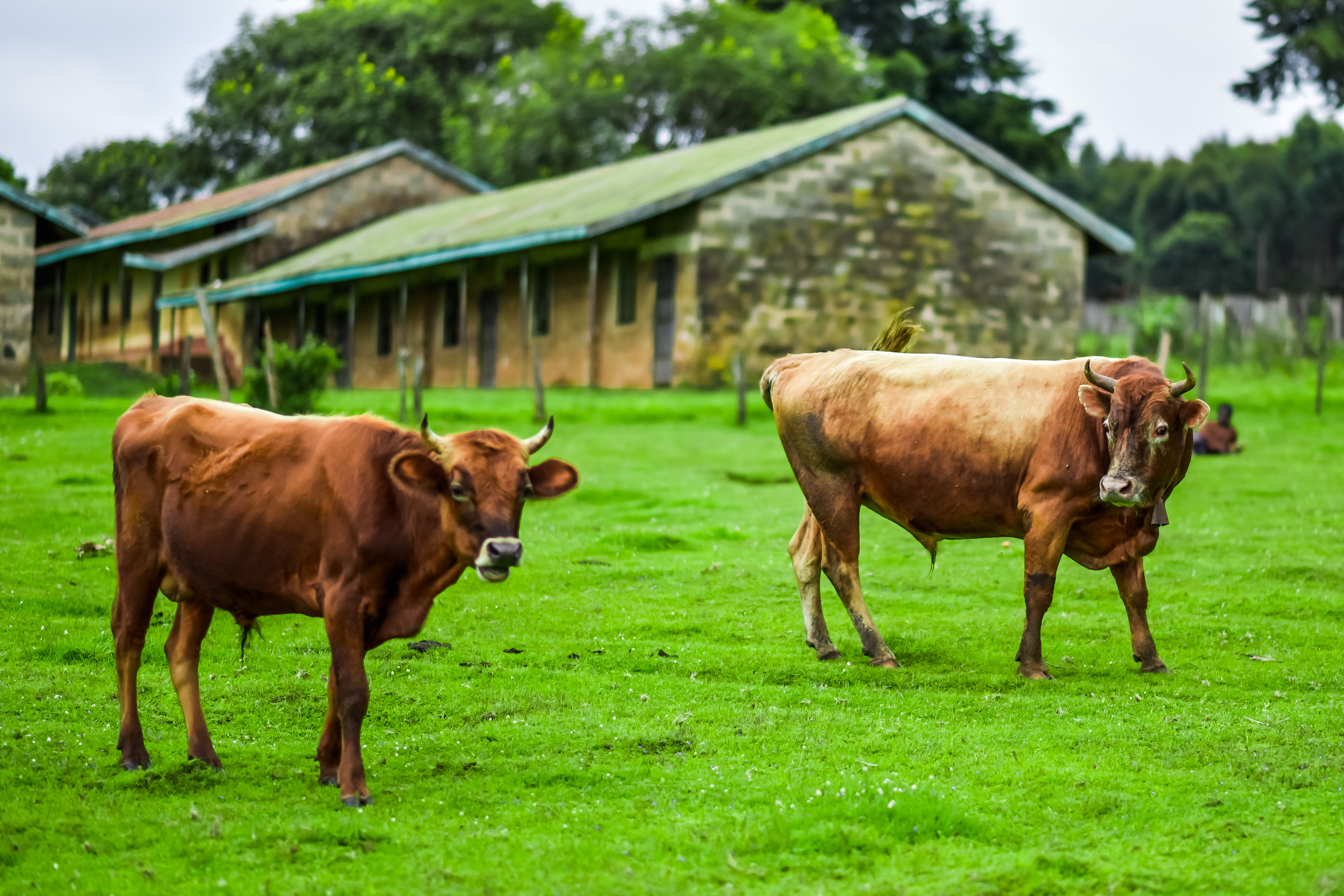
Ganado vacuno en las tierras altas de Kenia

Los sistemas de pequeños agricultores son propiedad, están desarrollados y gestionados por individuos o grupos de agricultores que operan como usuarios del agua o grupos de autoayuda. El riego se lleva a cabo en explotaciones individuales o colectivas de una superficie media de 0,1 a 0,4 hectáreas. Hay unos 3.000 sistemas de riego de pequeños agricultores que cubren una superficie total de 47.000 hectáreas. El país cuenta con siete grandes sistemas de regadío de gestión centralizada: Mwea, Bura, Hola, Perkera, West Kano, Bunyala y Ahero, con una superficie total de 18.200 ha y una media de 2.600 ha por sistema. Estos sistemas están gestionados por la Junta Nacional de Riego y representan el 18% de la superficie de regadío de Kenia. Las explotaciones comerciales privadas a gran escala cubren 45.000 hectáreas y representan el 40% de las tierras de regadío. Utilizan alta tecnología y producen cultivos de alto valor para el mercado de exportación, especialmente flores y hortalizas.
Kenia es el tercer exportador mundial de flores cortadas. Aproximadamente la mitad de las 127 explotaciones de flores de Kenia se concentran en torno al lago Naivasha, 90 kilómetros al noroeste de Nairobi. Para agilizar su exportación, el aeropuerto de Nairobi cuenta con una terminal dedicada al transporte de flores y verduras.

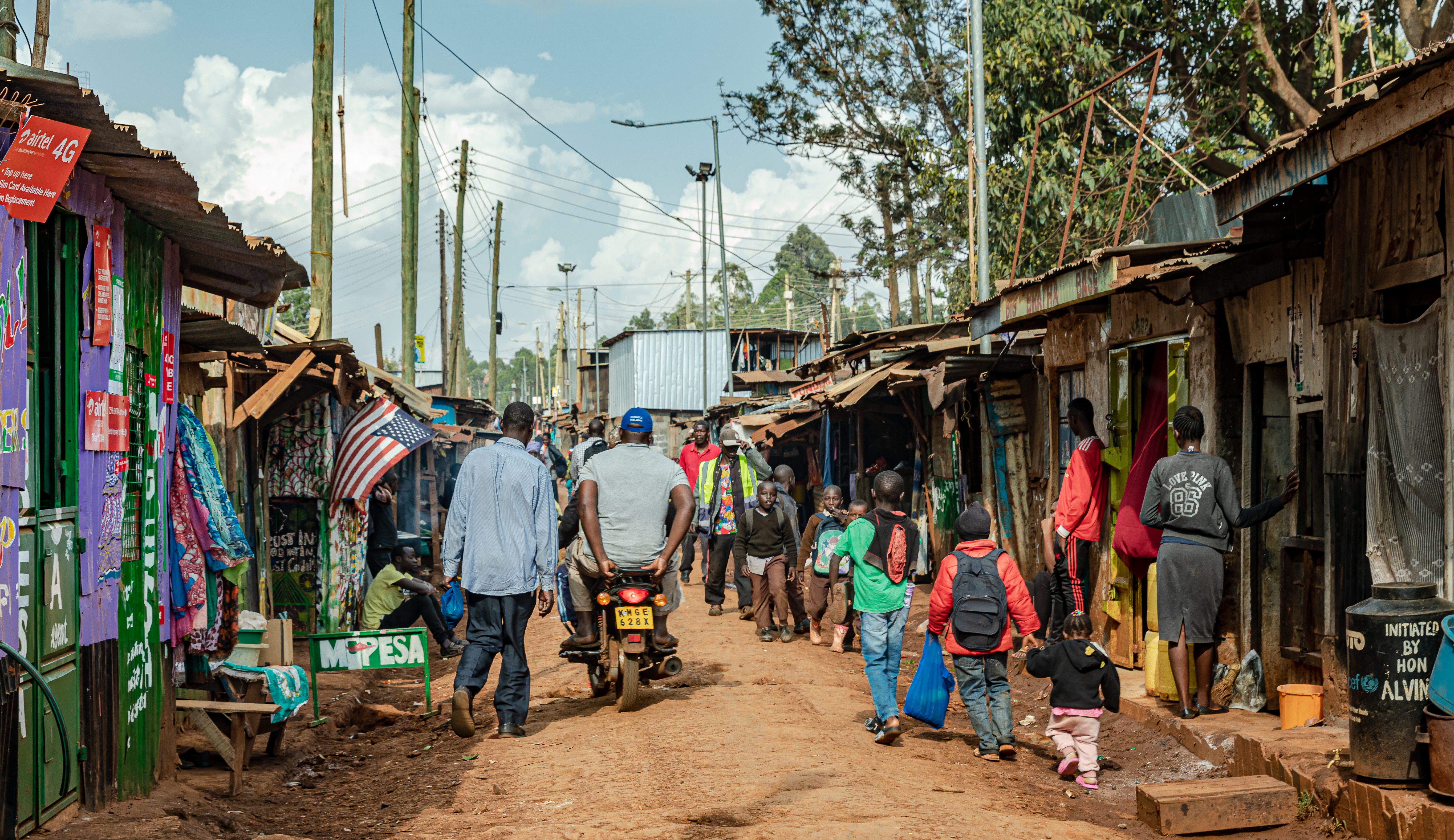
Un sector humilde de Nairobi, Kenia

## Demografía
Para el año 2023, Kenia contaba con una población de 53.005.614 habitantes, contando con una densidad de población de 91 habitantes por kilómetro cuadrado. Los idiomas oficiales son el inglés y el suajili, además se hablan otros idiomas tales como Oromo. La esperanza de vida es de 65 años para las mujeres y de 60 para los hombres. El promedio de hijos por mujer es de 4,82. El 85,1 % de la población está alfabetizada.

Kenia es un país de gran diversidad étnica. La tensión entre las distintas etnias ha sido una de las principales fuentes de conflictos en el país. A comienzos de los años 1990, los disturbios interétnicos provocaron la muerte de miles de personas y dejaron a decenas de miles sin hogar. Fue precisamente esta división étnica la que permitió al antiguo presidente Daniel Arap Moi, en el poder de 1978 a 2002, mantenerse gobernando durante cuatro mandatos consecutivos.

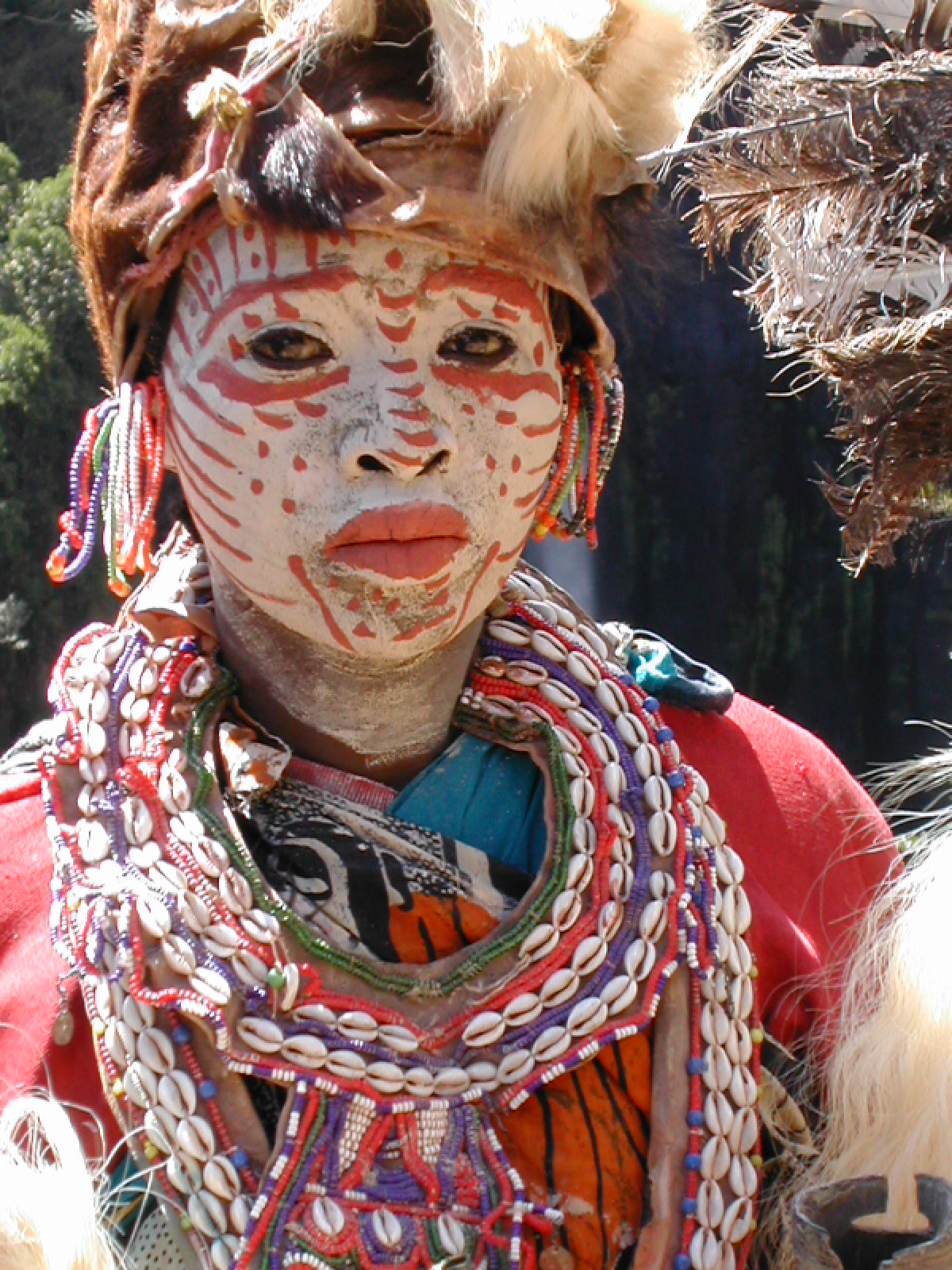
Mujer de etnia kĩkũyũ con atuendo tradicional.

Los principales grupos étnicos son el kĩkũyũ (22 % de la población), el luhya (14 %), el luo (13 %), el kalenjin (15 %), el kamba (11 %), el kisii (6 %), y el meru (6 %); otros grupos africanos constituyen el 12 % y los no africanos (asiáticos, europeos y árabes) son el 1 % restante. Las minorías europeas y asiáticas están concentradas principalmente en Nairobi, mientras que la minoría árabe está asentada sobre todo en Mombasa.
En el año 2020, el 2,02% de la población de Kenia era extranjera, siendo las nacionalidad más representadas los somalíes (40,5%), los ugandeses (27,67%) y los procedentes de Sudán del Sur (11,57%).

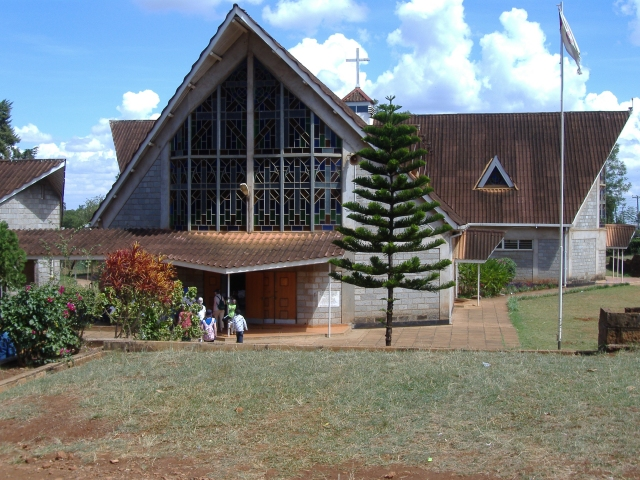
Catedral Anglicana de San Pablo en Embu, Kenia

Evolución demográfica
- 1890- 1 millón.
- 1900- 1,4 millones.
- 1910- 1,8 millones.
- 1920- 2,5 millones.
- 1930- 3,4 millones.
- 1940- 4,6 millones.
- 1950- 6,3 millones.
- 1960- 8,1 millones.
- 1970- 11,5 millones.
- 1980- 16,6 millones.
- 1990- 24,4 millones.
- 2000- 30 millones.
- 2010- 31,9 millones
- 2020- 32 millones

### Religión
En el último censo de 2019, 40.379.079 personas, el 85,52% de la población total, se declararon cristianas. Los cristianos se dividen en numerosos grupos, siendo los cristianos anglicanos (un total de 15.777.473 protestantes en 2019) y los cristianos católicos (9.726.169 creyentes en 2019) los que cuentan con más seguidores. El grupo de los cristianos evangélicos (9.648.690 creyentes en 2019), la mayoría pertenecientes al movimiento pentecostal, está creciendo en los últimos años. También hay millones de seguidores de numerosas iglesias africanas (3.292.573 creyentes en total en 2019) y cristianos ortodoxos (201.263 creyentes en 2019). También hay comunidades cristianas especiales como los testigos de Jehová, los cristianos nuevoapostólicos, los adventistas del séptimo día y los mormones (1.732.911 creyentes en total en 2019).
Solo 318.727 personas, o el 0,68% de los kenianos, seguían categorizándose como pertenecientes a religiones tradicionales africanas en 2019. Sin embargo, es probable que un gran número de personas de las otras religiones también puedan categorizarse como pertenecientes a religiones tradicionales (467.083 personas en 2019). Incluso entre los kenianos que se han convertido al cristianismo o al islam en los últimos 200 años y entre sus descendientes, aún se conservan algunos elementos de la antigua religión tribal.

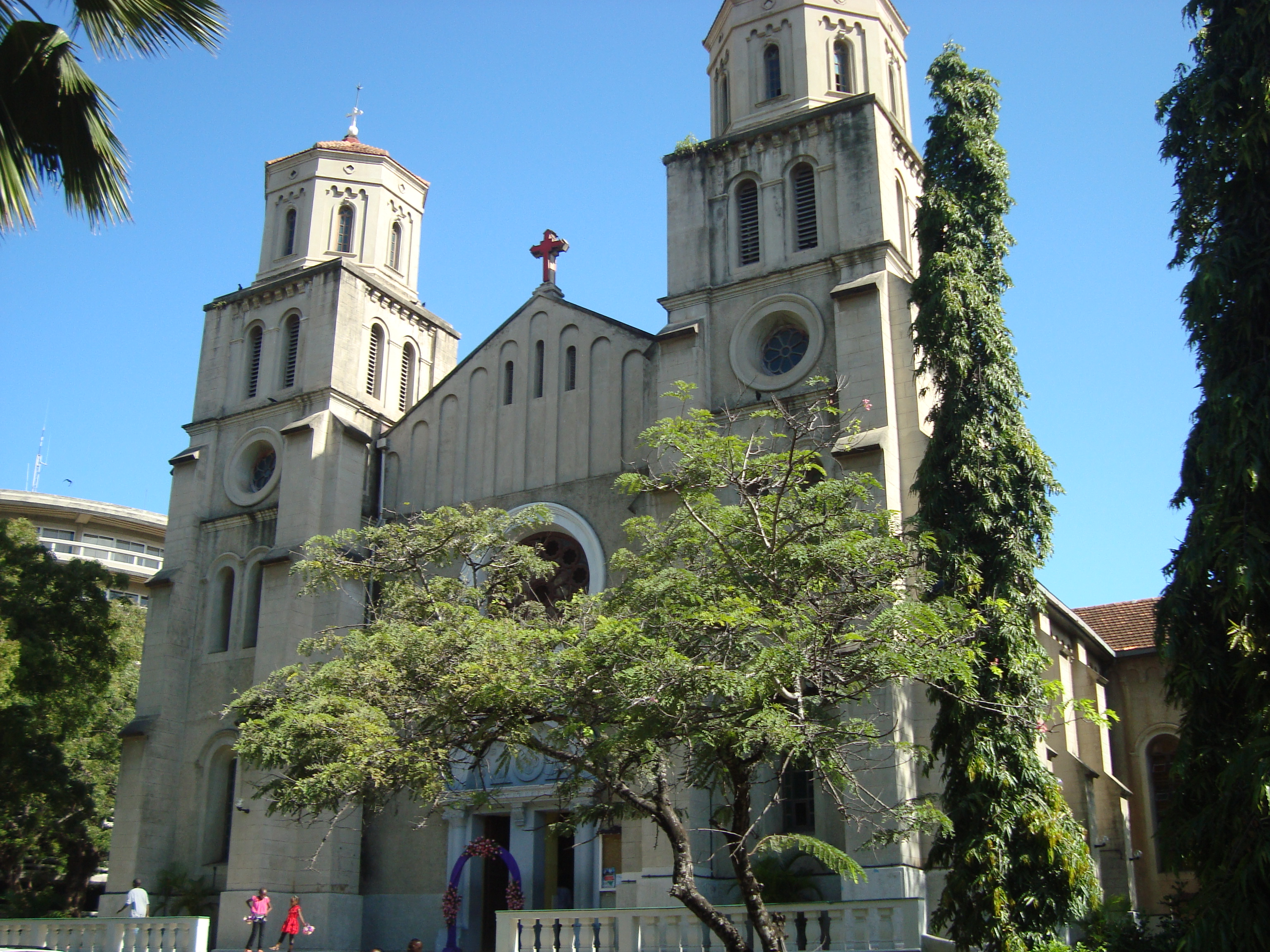
Catedral católica del Espíritu Santo en Mombasa

También hay musulmanes suníes, sobre todo en la costa, que representan 5.152.194 personas o el 10,91 % de la población total y viven principalmente en las zonas costeras del sureste. La cuarta parte oriental del país está dominada por musulmanes somalíes, que constituyen aproximadamente la mitad de todos los musulmanes de Kenia. Se discuten cifras más precisas, ya que es difícil distinguir entre los somalíes keniatas y entre medio millón y un millón de refugiados procedentes de Somalia. Por tanto, en la actualidad podrían representar hasta el 20% de la población.
La Constitución de Kenia otorga a los tribunales religiosos de la shari'ah, denominados kadhi, jurisdicción sobre ciertos asuntos civiles, como el divorcio y la herencia. Los musulmanes se han quejado de que el gobierno los tiene en el punto de mira y los discrimina, sobre todo desde los atentados de 1998 contra la embajada de Estados Unidos en Nairobi y otros lugares. Las religiones que están remitiendo en Kenia no muestran las distinciones entre las 42 culturas. Muestran principalmente las tradiciones de las grandes culturas «paraguas».
El hinduismo está especialmente extendido entre las personas de origen sudasiático (60.287 creyentes en 2019). En 2019, 755.750 personas se describieron como aconfesionales o ateas. Las dos denominaciones restantes (No sabe y No declarado), con 73.253 y 6909 personas respectivamente en 2019, entran en la categoría de afiliación religiosa desconocida.

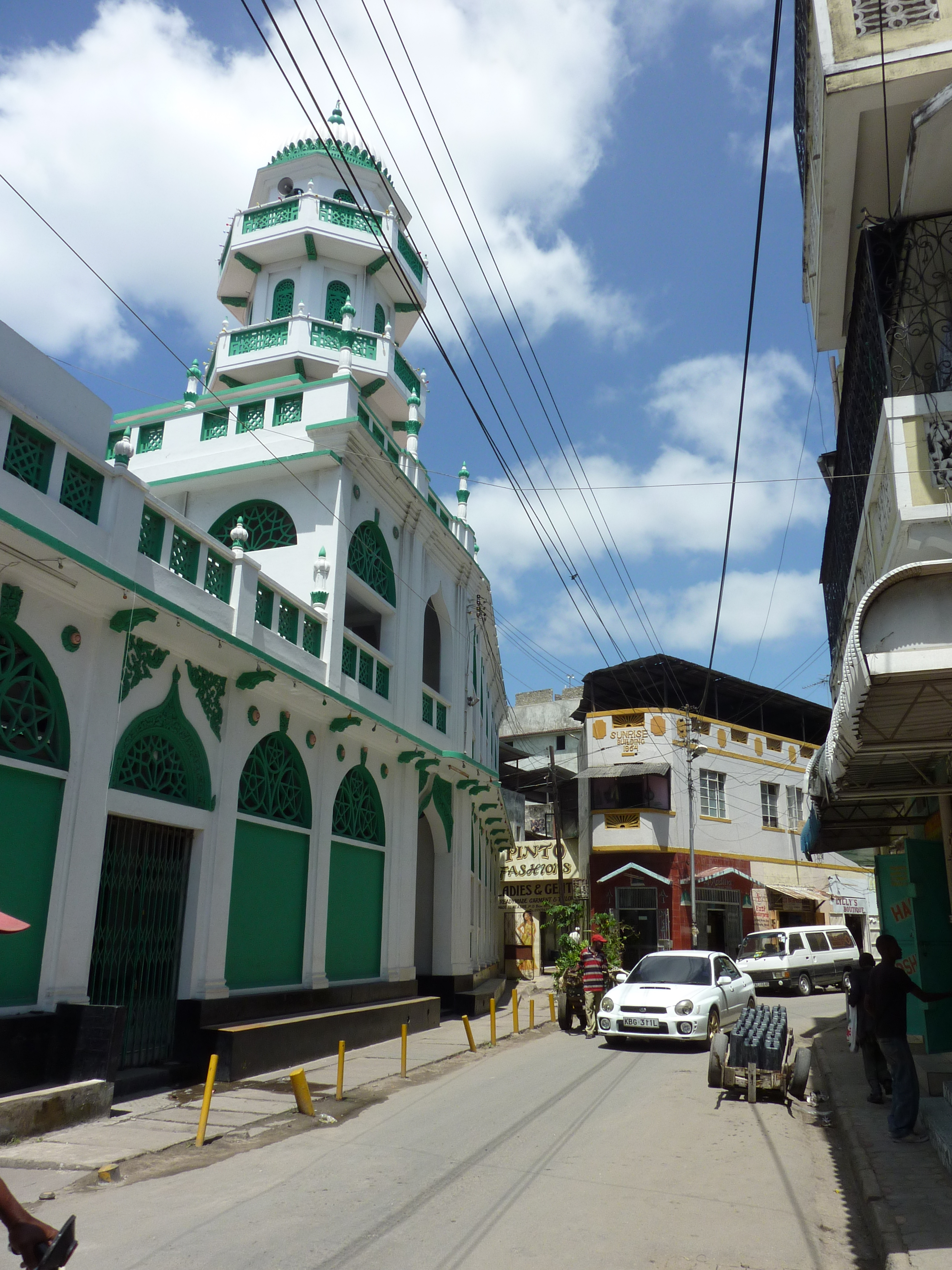
Una Mezquita Sunita en Kenia

Otros movimientos estadísticamente significativos, cristianos pero no católicos y no protestantes, incluyen la Iglesia Nueva Apostólica, la Iglesia Adventista del Séptimo Día, los Testigos de Jehová, la Iglesia Pentecostal Unida Internacional y el Branhamismo. Los grupos no protestantes y no católicos constituyen aproximadamente el 11,8 % de la población.
La Iglesia de Jesucristo de los Santos de los Últimos Días tiene más de 10,000 miembros en 39 congregaciones en Kenia. También tienen dos centros de historia familiar en Kenia y un centro de recursos de empleo en Nairobi. Un estudio de 2015 estima que hay unos 70.000 creyentes cristianos de origen musulmán en el país, la mayoría de los cuales pertenece a algún tipo de protestantismo.

### Salud
La atención sanitaria es uno de los sectores de baja prioridad en Kenia y se le asignó el 4,8% del presupuesto nacional en 2019/2020 o solo el 4,59% del PIB, en comparación con sectores de alta prioridad como la educación, a la que se le asignó más del 25%.Esto está por debajo de la media del 4,98% en el África subsahariana y del 9,83% gastado a nivel mundial.
Según el análisis del presupuesto sanitario nacional y de condado para el año fiscal 2020/21, el desglose del gasto sanitario de los condados fue del 58% en planificación de políticas y servicios de apoyo administrativo, el 28% en servicios sanitarios curativos y de rehabilitación, el 8% en servicios sanitarios preventivos y de promoción y el 7% en otros programas.

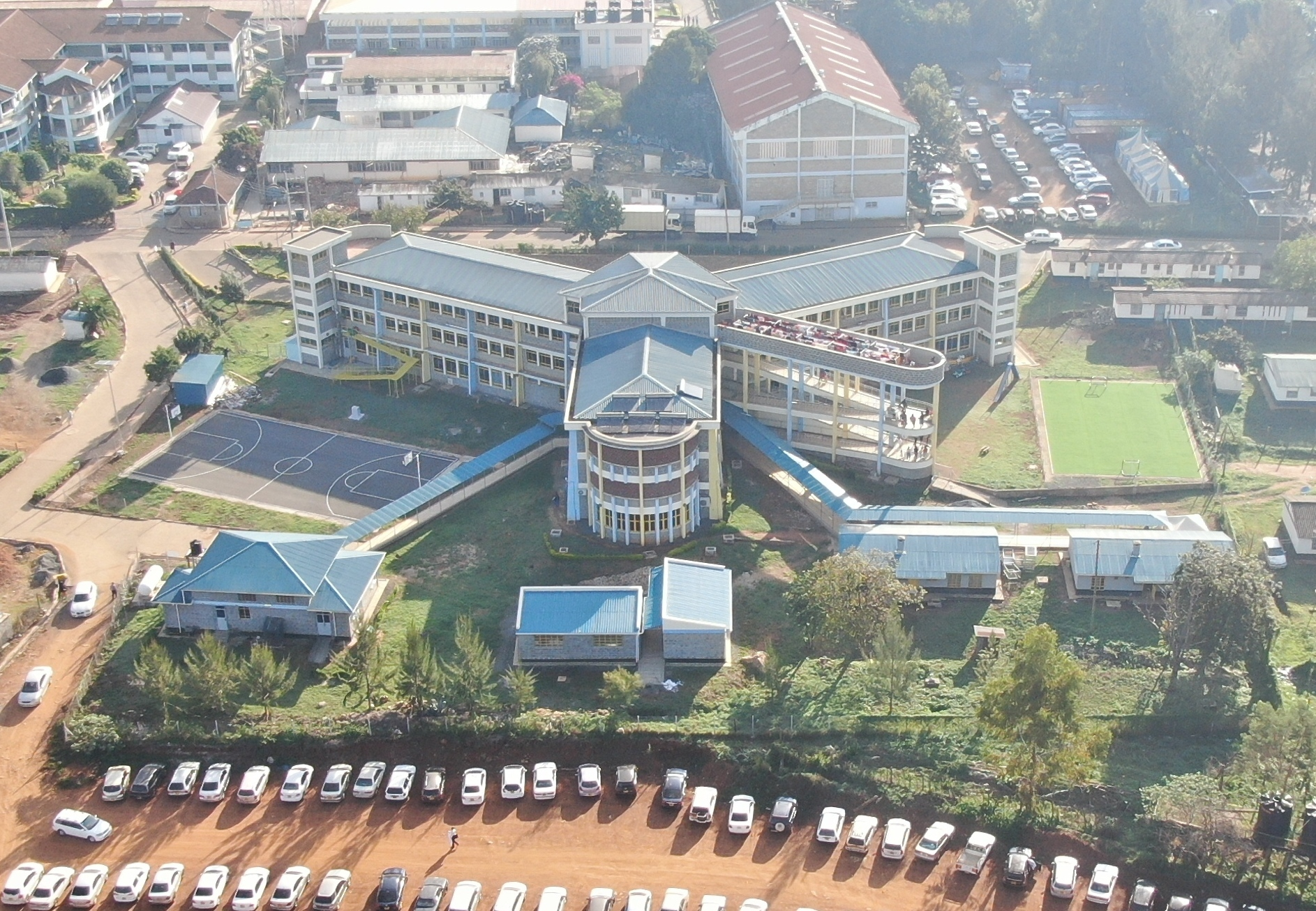
Hospital de Niños de Eldoret

La asistencia sanitaria está financiada en gran parte por particulares y sus familias o empleadores mediante pagos directos a los proveedores de asistencia sanitaria, al Fondo Nacional del Seguro de Enfermedad o a compañías de seguros médicos. La financiación adicional procede de planes locales, internacionales y de algunas redes de seguridad social gubernamentales. Los hospitales públicos son establecimientos de pago por servicio que generan grandes cantidades de ingresos públicos nacionales y regionales, lo que los convierte en empresas altamente politizadas y corruptas.
Los centros sanitarios privados son diversos, muy dinámicos y difíciles de clasificar, a diferencia de los públicos, que se agrupan fácilmente en clases que consisten en servicios de base comunitaria (nivel I), dirigidos por trabajadores sanitarios comunitarios; dispensarios (centros de nivel II), dirigidos por enfermeros; centros de salud (centros de nivel III), dirigidos por funcionarios clínicos; hospitales de subcondado (centros de nivel IV), que pueden estar dirigidos por un funcionario clínico o un médico; hospitales de condado (centros de nivel V), que pueden estar dirigidos por un funcionario médico o un médico; y hospitales nacionales de referencia (centros de nivel VI), que están dirigidos por médicos plenamente cualificados.

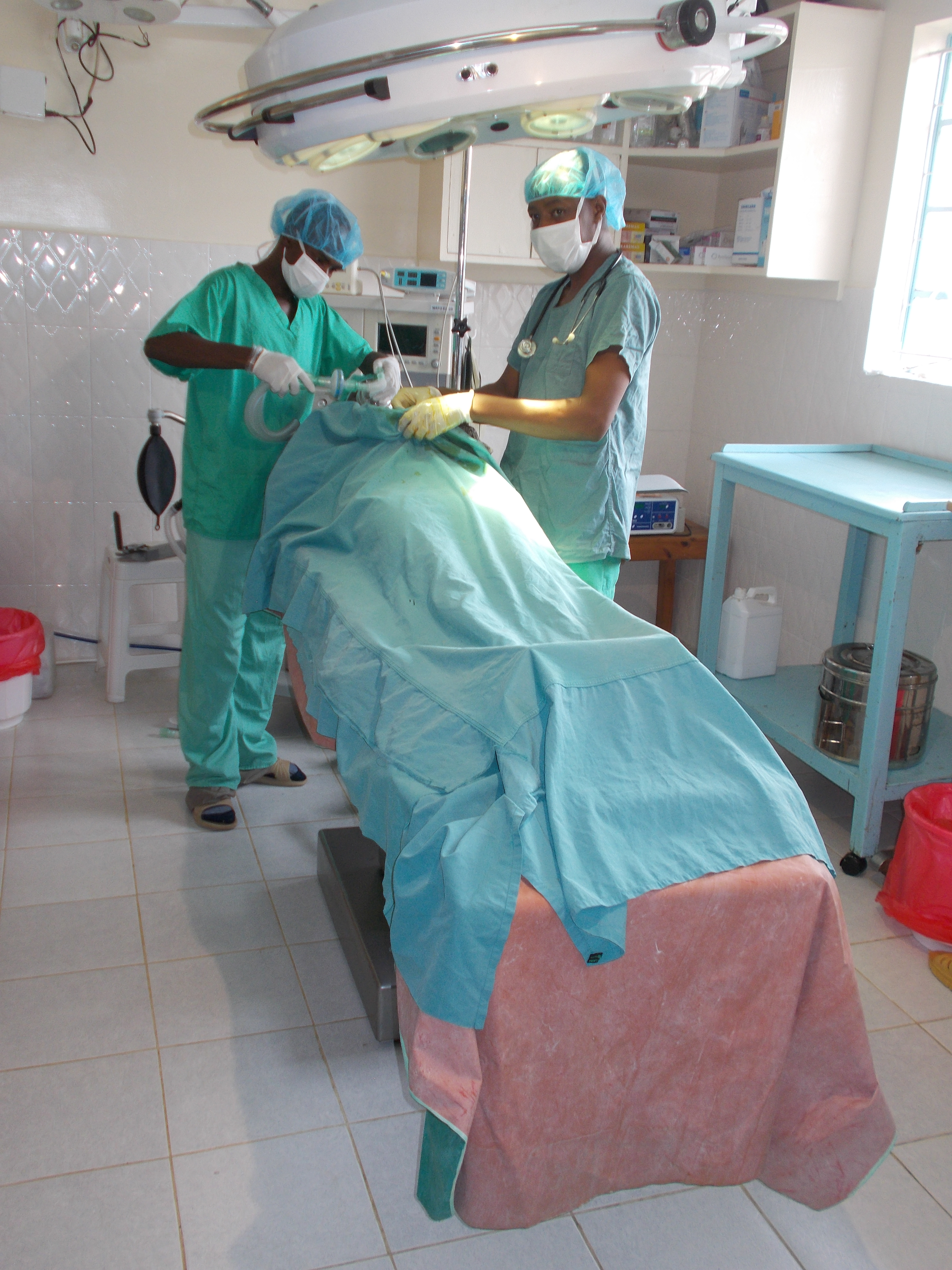
Una sala de operaciones en Kenia

Las enfermeras son, con diferencia, el grupo más numeroso de profesionales sanitarios de primera línea en todos los sectores, seguidas de los oficiales clínicos, los oficiales médicos y los facultativos. Estos son absorbidos y desplegados en el servicio gubernamental de acuerdo con el Plan de Servicio para Personal de Enfermería (2014), el Plan de Servicio Revisado para Personal Clínico (2020) y el Plan de Servicio Revisado para Oficiales Médicos y Oficiales Dentales (2016).
Los curanderos tradicionales (herbolarios, brujos y curanderos religiosos) están disponibles, y son consultados por parte de la población como médicos de primera o última elección tanto por los habitantes de zonas rurales como urbanas.
A pesar de los grandes logros en el sector sanitario, Kenia sigue enfrentándose a muchos retos. La esperanza de vida estimada se redujo en 2009 a aproximadamente 55 años, cinco años por debajo del nivel de 1990. La tasa de mortalidad infantil era alta, aproximadamente 44 muertes por cada 1000 niños en 2012. La OMS estimó en 2011 que solo el 42% de los partos fueron atendidos por un profesional sanitario cualificado.
Las enfermedades de la pobreza se correlacionan directamente con los resultados económicos y la distribución de la riqueza de un país: En 2015/16, el 35,6% de los kenianos vivía por debajo del umbral de la pobreza. Las enfermedades prevenibles como la malaria, el VIH/sida, la neumonía, la diarrea y la malnutrición son la mayor carga, las que más niños matan y las responsables de gran parte de la morbilidad; la debilidad de las políticas, la corrupción, la inadecuación del personal sanitario, la deficiente gestión y el escaso liderazgo en el sector de la sanidad pública tienen gran parte de culpa. Según estimaciones de 2009, la prevalencia del VIH/sida se sitúa en torno al 6,3% de la población adulta. Sin embargo, el Informe de ONUSIDA de 2011 sugiere que la epidemia de VIH podría estar mejorando en Kenia, ya que la prevalencia del VIH está disminuyendo entre los jóvenes (de 15 a 24 años) y las mujeres embarazadas. Se calcula que en 2006 Kenia registró 15 millones de casos de malaria.

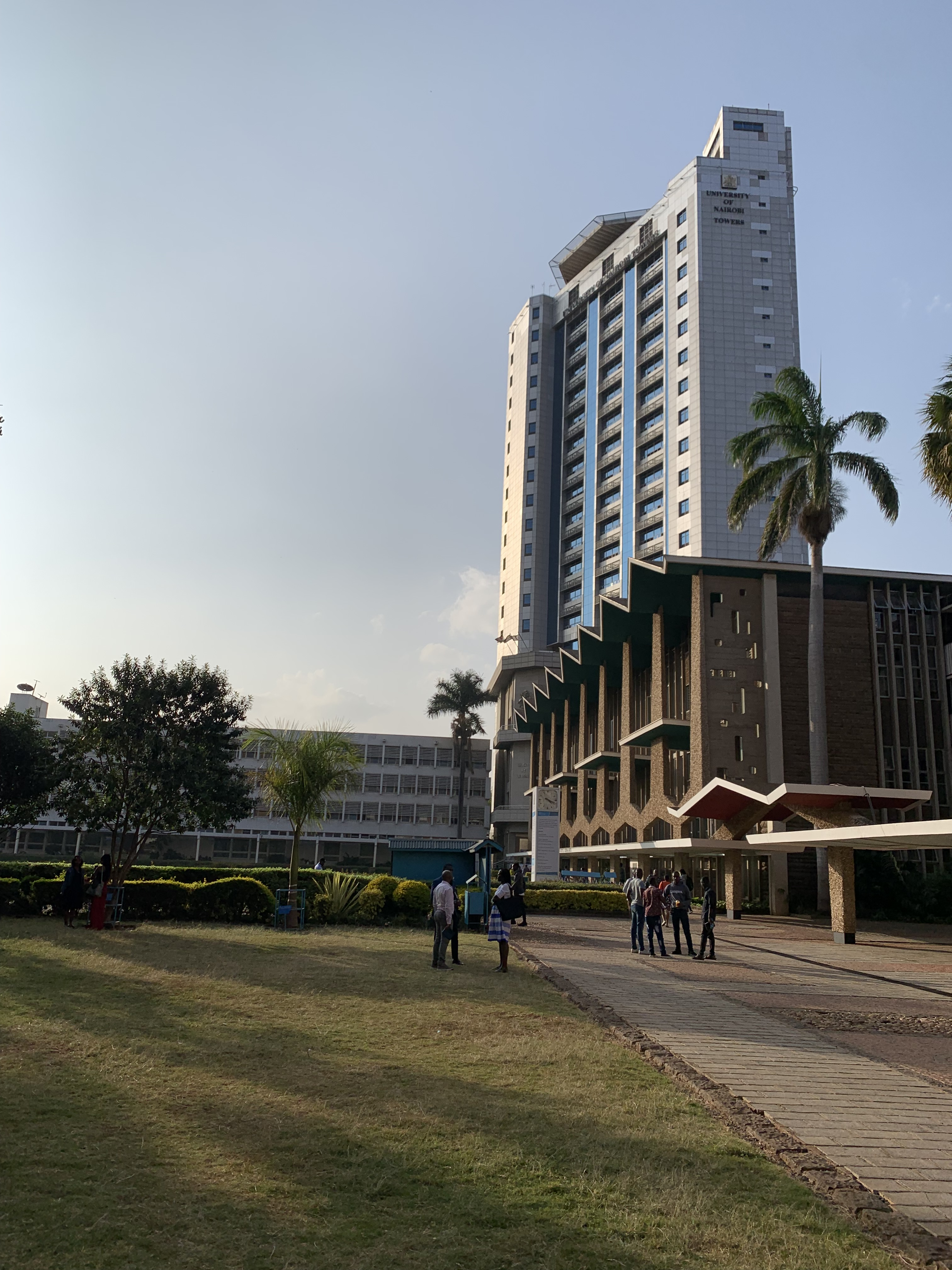
Torres de la Universidad de Nairobi

### Educación
Los niños van a la guardería, o jardín de infancia en el sector privado, hasta los cinco años. Dura de uno a tres años (KG1, KG2 y KG3) y se financia de forma privada porque hasta hace poco no ha habido una política gubernamental de educación preescolar.
La educación formal básica comienza a los seis años y dura doce años, ocho de primaria y cuatro de bachillerato o secundaria. La enseñanza primaria es gratuita en las escuelas públicas y los alumnos pueden incorporarse a una escuela politécnica de formación profesional o hacer sus propios arreglos para un programa de aprendizaje y aprender un oficio como sastrería, carpintería, reparación de vehículos de motor y albañilería durante unos dos años.
Los que terminan el bachillerato pueden ingresar en un politécnico u otra escuela técnica y estudiar tres años, o pasar directamente a la universidad y estudiar cuatro años. Los graduados de las escuelas politécnicas y superiores pueden incorporarse a la población activa y obtener un diploma superior especializado tras uno o dos años más de formación o incorporarse a la universidad, normalmente en el segundo o tercer año de su curso respectivo. El diploma superior es aceptado por muchos empresarios en lugar de la licenciatura y en algunas universidades es posible la admisión directa o acelerada a estudios de postgrado.

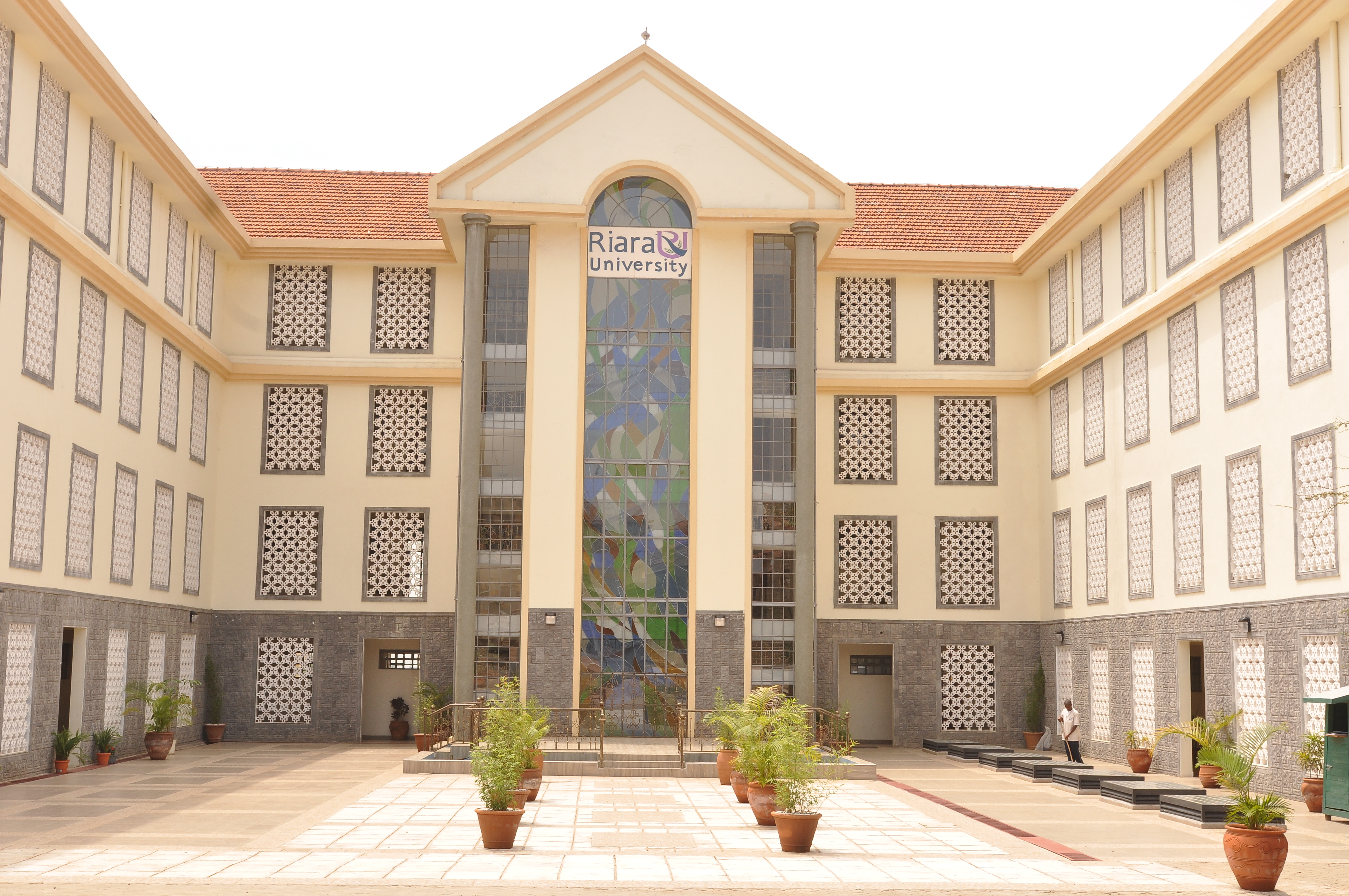
Edificio principal de la Universidad de Riara

Las universidades públicas de Kenia son instituciones muy comercializadas y sólo una pequeña parte de los bachilleres cualificados son admitidos con un patrocinio limitado del Gobierno en los programas de su elección. La mayoría son admitidos en las carreras de ciencias sociales, que resultan baratas, o como estudiantes autofinanciados que pagan el coste total de sus estudios. La mayoría de los estudiantes cualificados que quedan fuera optan por programas de diplomatura de nivel medio en universidades, institutos y politécnicos públicos o privados.
En 2018, el 18,5 % de la población adulta keniana era analfabeta, lo que suponía la tasa de alfabetización más alta de África Oriental. Existen disparidades regionales muy grandes: por ejemplo, Nairobi tenía el nivel más alto de alfabetización, con un 87,1 %, frente a la provincia Nororiental, la más baja, con un 8,0 %. La educación preescolar, dirigida a niños de tres a cinco años, es un componente integral del sistema educativo y un requisito clave para la admisión en el Primer Grado. Al final de la enseñanza primaria, los alumnos se examinan del Certificado de Educación Primaria de Kenia (KCPE), que determina los que pasan a la enseñanza secundaria o a la formación profesional. El resultado de este examen es necesario para acceder a la enseñanza secundaria.

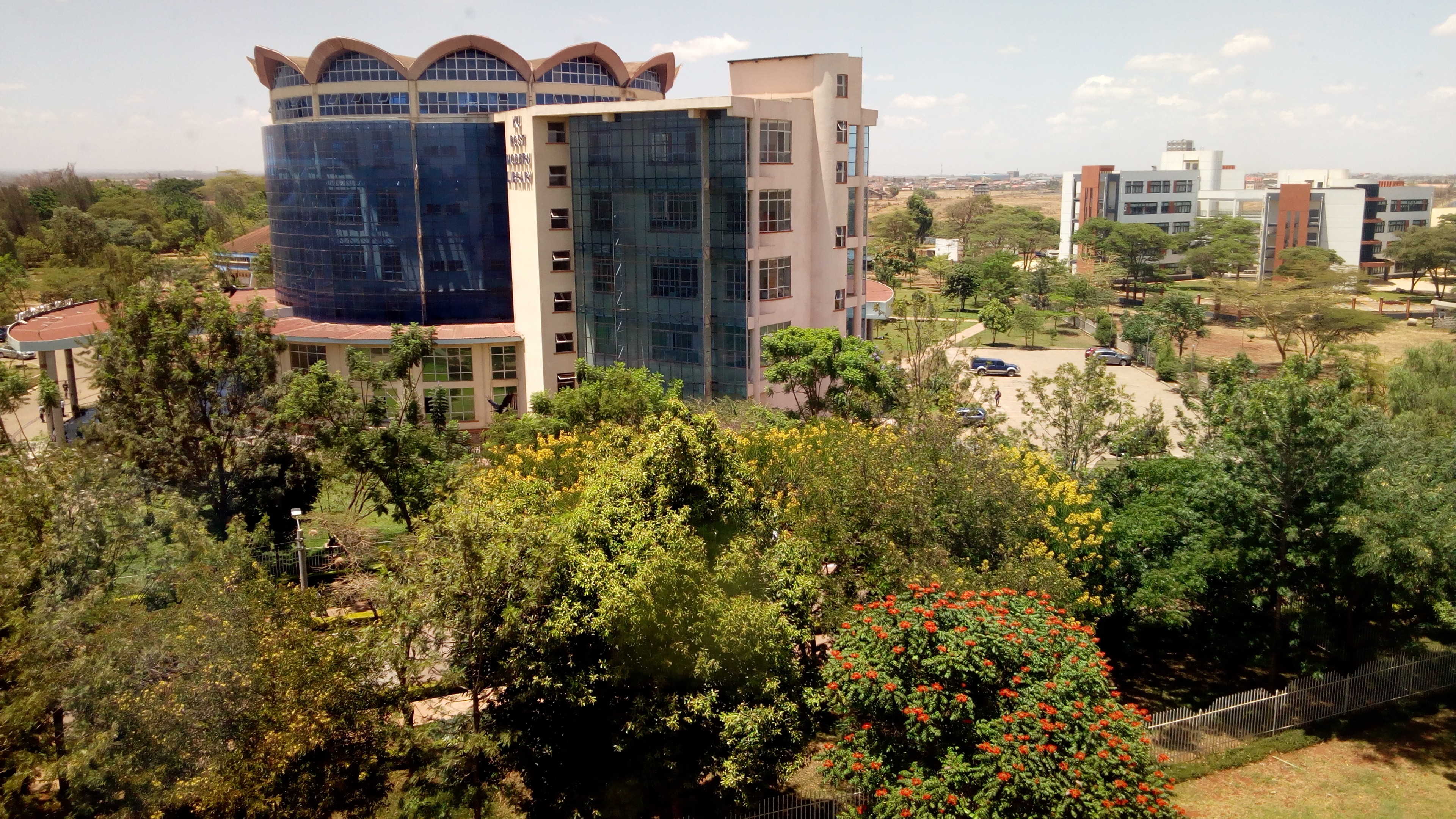
Biblioteca de la Universidad Kenyatta

La escuela primaria es para alumnos de 6/7-13/14 años. Los alumnos de secundaria se examinan al final del cuarto curso del Certificado de Educación Secundaria de Kenia (KCSE), que determina el acceso a la universidad, a la formación profesional o al empleo. Los alumnos se examinan de ocho asignaturas de su elección. Sin embargo, inglés, kiswahili y matemáticas son asignaturas obligatorias.
El Kenya Universities and Colleges Central Placement Service (KUCCPS), antiguo Joint Admissions Board (JAB), se encarga de seleccionar a los estudiantes que ingresan en las universidades públicas. Además de los centros públicos, hay muchos privados, sobre todo en las zonas urbanas. Asimismo, hay varias escuelas internacionales que atienden a diversos sistemas educativos extranjeros.
Kenia ocupó el puesto 100 en el Índice Global de Innovación en 2023.

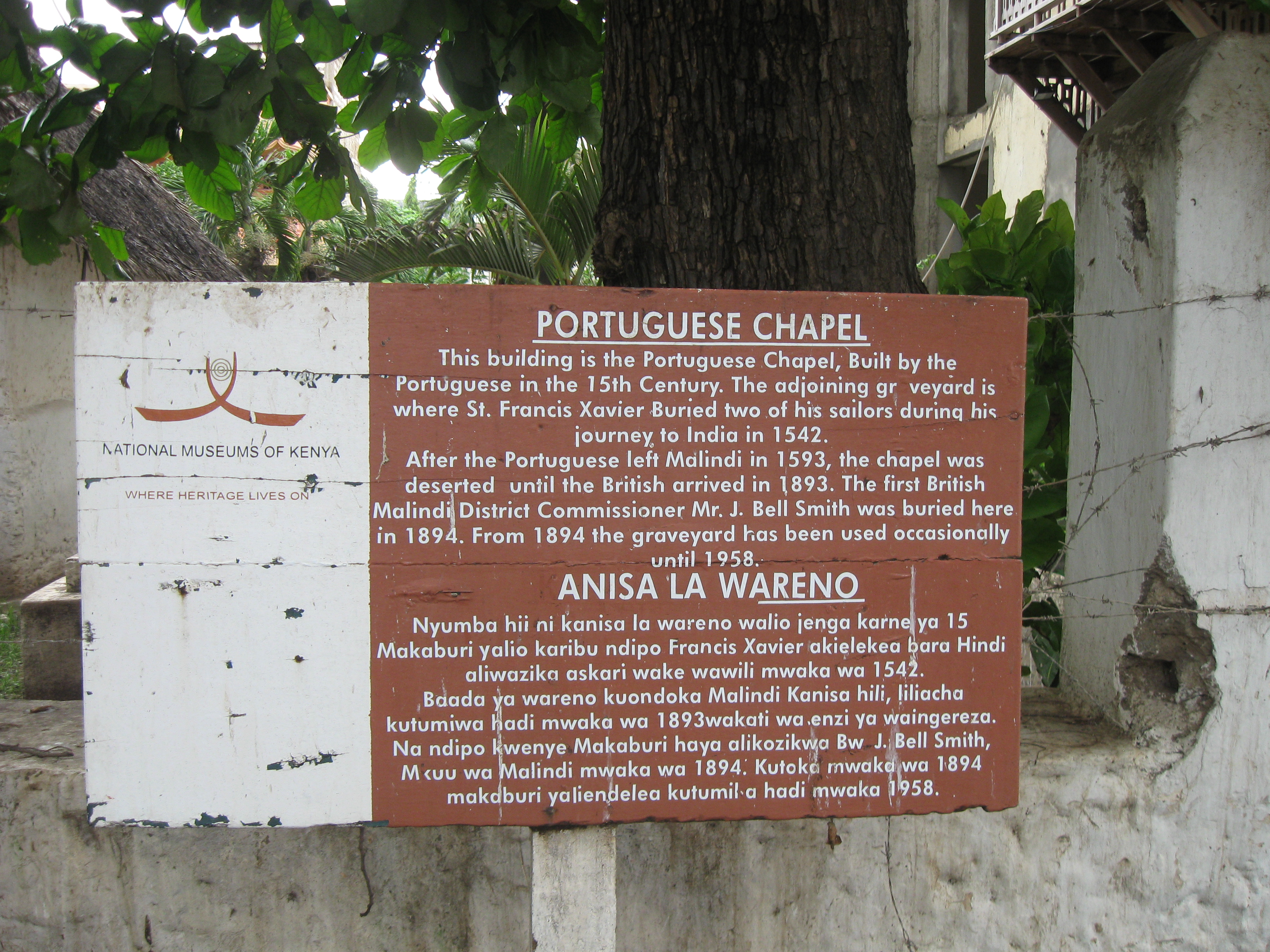
Cartel informativo en inglés y suajili en la llamada Capilla Portuguesa, construida por los colonos portugueses y que fue visitada por San Francisco Javier en 1542

### Idiomas
Según la constitución vigente, el suajili es una de las lenguas oficiales del parlamento junto con el inglés desde 1992, y todo candidato debe demostrar su conocimiento de la lengua. Sin embargo, todas las resoluciones parlamentarias deben aprobarse en inglés. En el nivel inferior de los tribunales, se permite el suajili como lengua de procedimiento, pero las actas y las sentencias deben redactarse en inglés. 
Las administraciones públicas pueden utilizar el inglés y el suajili en sus relaciones con los ciudadanos. El borrador de la nueva Constitución prevé el inglés y el suajili como las dos lenguas oficiales del Estado, y el suajili como lengua nacional Las lenguas más importantes de un total de 52 grupos étnicos (los lingüistas enumeran un total de 61 variantes lingüísticas, incluidas las lenguas indias y los dialectos) son:
- El inglés, legado de la época colonial británica, es una de las dos lenguas oficiales de Kenia y su uso está muy extendido, sobre todo como lengua de enseñanza en las escuelas.
- El suajili, la lengua bantú con más hablantes del mundo, es la segunda lengua oficial. Se habla en la costa alrededor de Mombasa, por ejemplo por los giriama, y se enseña en las escuelas. El suajili es también la lengua franca en toda África Oriental. En Kenia, es la lengua más hablada,[116] sobre todo en las zonas rurales.Reunión de Wikipedistas de Kenia portando un cartel en suajili

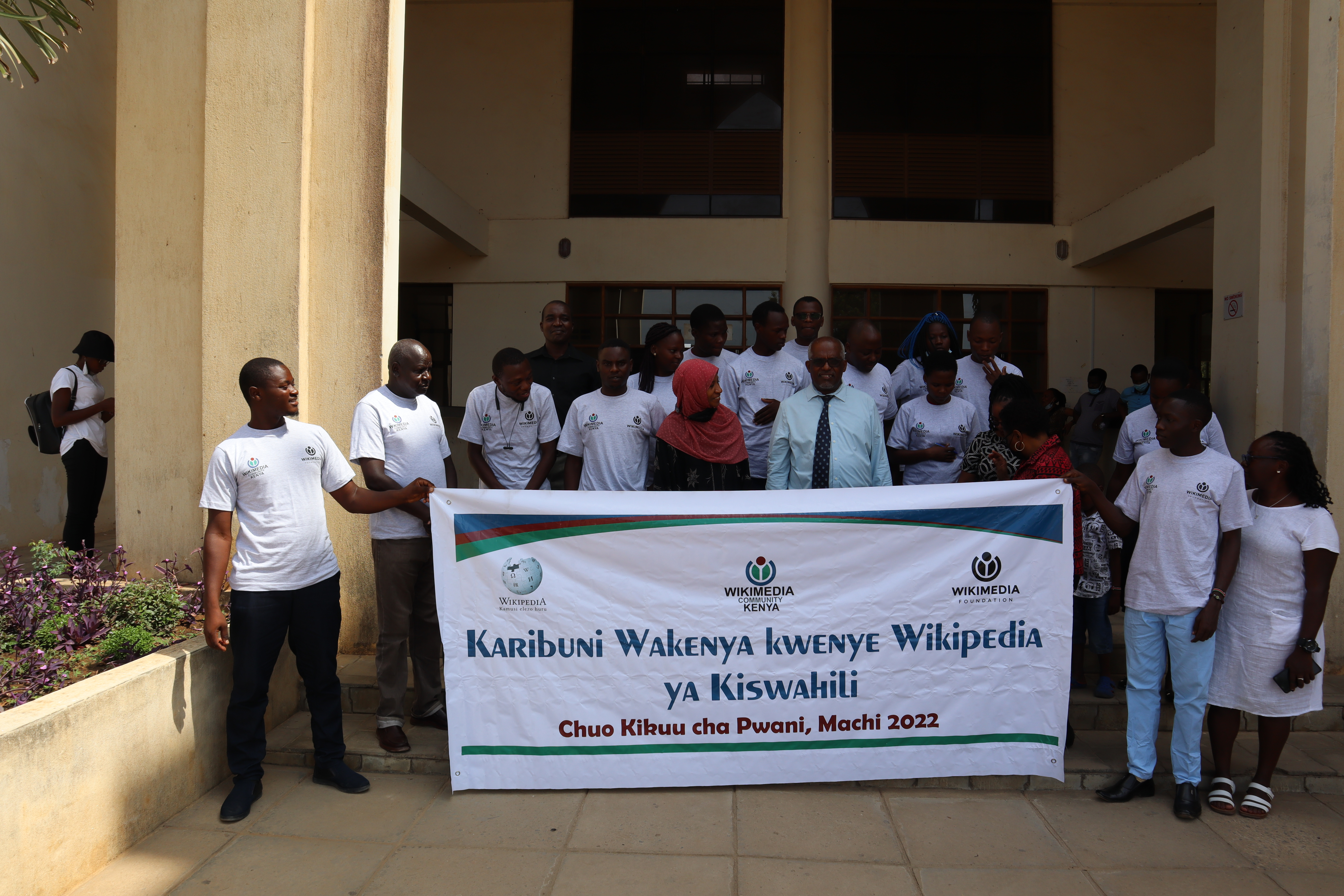
Reunión de Wikipedistas de Kenia portando un cartel en suajili

- Kikuyu: lengua bantú del grupo étnico más numeroso (22% de la población total), sobre todo en los alrededores de Nairobi; kikuyu famosos: Jomo Kenyatta, Mwai Kibaki, Wangari Maathai, Ngũgĩ wa Thiong'o y Uhuru Kenyatta.
- Kamba: lengua bantú, emparentada con el kikuyu, hablada por el 11% de la población al este del monte Kenia.
- Luhya: Lengua del segundo grupo étnico más numeroso del mismo nombre (14%) en el oeste, alrededor de Kakamega (capital de provincia), que comprende varias lenguas, por ejemplo bukusu, maragoli, tiriki.
- Luo: la lengua nilótica del tercer grupo étnico más numeroso (13%) se habla en el lago Victoria, alrededor de Kisumu. Luo famosos: Jael Mbogo, Tom Mboya, Lupita Nyong'o, Oginga Odinga y Raila Odinga.
- Kalendjin: Es un grupo de lenguas nilóticas (11%) que comprende varias lenguas, por ejemplo, el pokot o el tugen, también la lengua nilótica del pueblo del que procede el segundo presidente Daniel arap Moi. La mayoría de los «corredores milagrosos» keniatas son kalenjin, sobre todo del pueblo nandi.
- Turkana: lengua nilótica del pueblo turkana; unos 340.000 hablantes.
- Maa: lengua nilótica de los masái y pueblos afines como los samburu y los njemps.

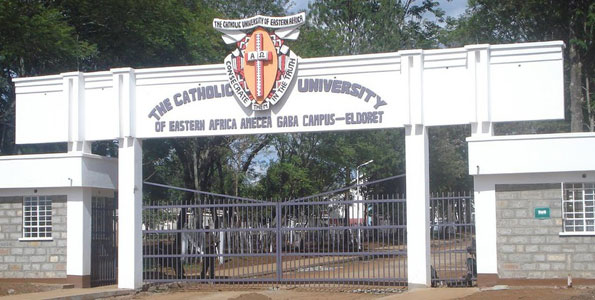
Cartel en inglés en la Universidad Católica de África Oriental

- Cartel en inglés en la Universidad Católica de África OrientalOromo: Lengua cusítica con los dialectos o lenguas borana y orma.
- Somalí: lengua también cusítica con los dialectos o lenguas Rendille y Boni
- Lenguas indias y dialectos de los indios llamados «asiáticos» en el país.
- Sheng: jerga, no una lengua por derecho propio, basada principalmente en el suajil, es la lengua juvenil actual.
- El ki-settler era una lengua pidgin basada en el suajili que servía de lengua franca de los gobernantes coloniales blancos y sus sirvientes, similar al fanakalo en Sudáfrica o al chilapalapa en la Rodesia colonial. El prefijo Ki- significa «lengua» en suajili, por lo que aquí significa «lengua de los colonos».

## Cultura

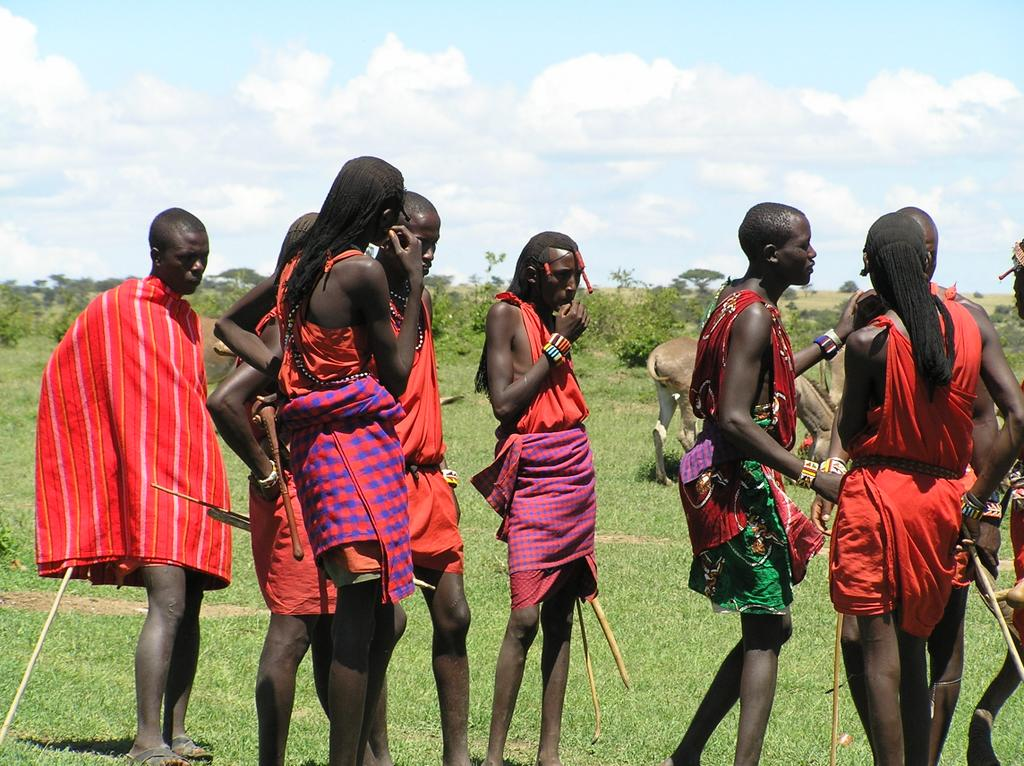
Guerreros masái.

La cultura de Kenia es muy diversa, dadas las enormes diferencias entre los distintos grupos étnicos que conviven en el país. La influencia de la colonización británica se manifiesta sobre todo en el uso extendido de la lengua inglesa en los ámbitos tanto comercial como cultural. De hecho, a diferencia de la vecina Tanzania, la mayoría de los kenianos que tienen al suajili como lengua materna, hablan también con fluidez el inglés.
Ostenta tener la tumba de Baden-Powell, fundador del escultismo mundial.

### Literatura
La mayor parte de la literatura keniana está escrita en inglés, si bien algunos autores, como Rocha Chimera, han hecho del suajili su lengua literaria. Ngugi wa Thiongo comenzó escribiendo en inglés, pero en la actualidad escribe principalmente en kikuyu. Otros escritores importantes, en inglés, son Meja Mwangi, M. G. Vassanji, Grace Ogot, Wahome Muthahi y Binyavanga Wainana, ganador del premio Caine del año 2002.
Ngũgĩ wa Thiong'o es uno de los escritores más conocidos de Kenia. Su novela Weep Not, Child describe la vida en Kenia durante la ocupación británica. La historia detalla los efectos del Mau Mau en la vida de los keniatas. Su combinación de temas -colonialismo, educación y amor- contribuyó a convertirla en una de las novelas africanas más conocidas.
La novela de M.G. Vassanji The In-Between World of Vikram Lall ganó el Premio Giller en 2003. Se trata de las memorias ficticias de un keniano de ascendencia india y su familia, que se adaptan a los cambiantes climas políticos de la Kenia colonial y poscolonial.
Desde 2003, la revista literaria Kwani? publica literatura contemporánea keniata. Kenia también ha nutrido a autores emergentes y versátiles como Paul Kipchumba (Kipwendui, Kibiwott), que demuestran una visión panafricana.

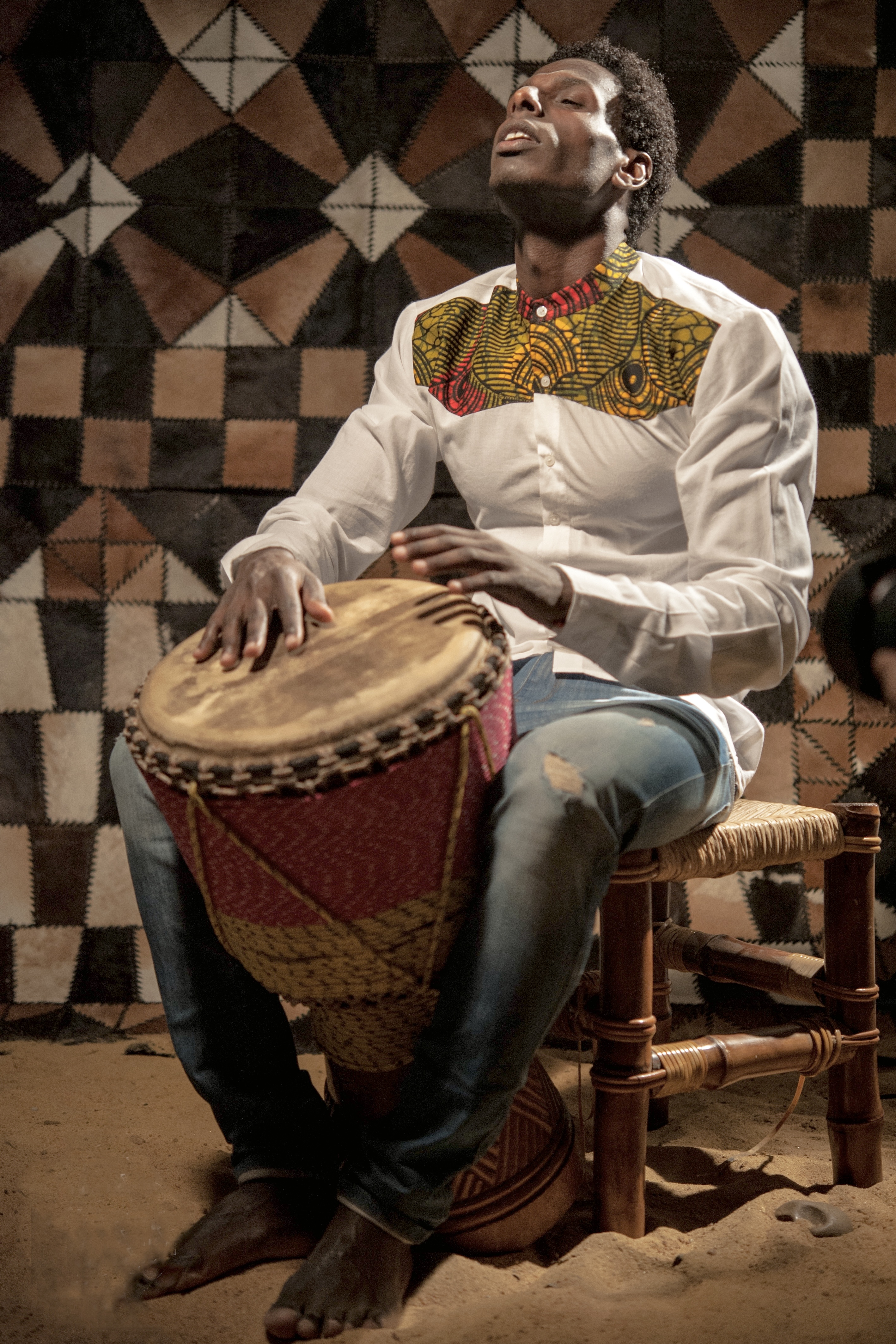
Un hombre de Kenia tocando tambores

### Música
Kenia tiene un variado surtido de formas de música popular, además de múltiples tipos de música folclórica basada en la variedad de más de 40 lenguas regionales.
Los tambores son el instrumento más dominante en la música popular keniata. Los ritmos de los tambores son muy complejos e incluyen tanto ritmos autóctonos como importados, especialmente el ritmo congoleño cavacha.La música popular keniata suele incluir la interacción de múltiples partes y, más recientemente, también vistosos solos de guitarra. También hay varios artistas locales de hip-hop, como Jua Cali; grupos de afro-pop, como Sauti Sol; y músicos que tocan géneros locales como el benga, como Akothee.
Las letras suelen estar en kiswahili o inglés. También hay algún aspecto emergente de lingala prestado por músicos congoleños.Las letras también se escriben en las lenguas locales. Las radios urbanas sólo emiten música en inglés, aunque también existen emisoras vernáculas.
El zilizopendwa es un género de música urbana local que grabaron en los años sesenta, setenta y ochenta músicos como Daudi Kabaka, Fadhili William y Sukuma Bin Ongaro, y que gusta sobre todo a la gente mayor, tras haber sido popularizado por el servicio en kiswahili de la Kenya Broadcasting Corporation (antes llamado Voz de Kenia o VOK).
El Isukuti es una vigorosa danza interpretada por las subtribus Luhya al ritmo de un tambor tradicional llamado Isukuti en muchas ocasiones, como el nacimiento de un hijo, un matrimonio o un funeral. Otras danzas tradicionales son el Ohangla entre los luo, el Nzele entre los mijikenda, el Mugithi entre los kikuyu y el Taarab entre los suajili.
Además, Kenia cuenta con una creciente escena de música góspel cristiana. Entre los músicos locales de góspel destaca el Kenyan Boys Choir.
La música benga es popular desde finales de los años sesenta, sobre todo en la zona del lago Victoria. La palabra benga se utiliza ocasionalmente para referirse a cualquier tipo de música pop. Los instrumentos habituales son el bajo, la guitarra y la percusión.

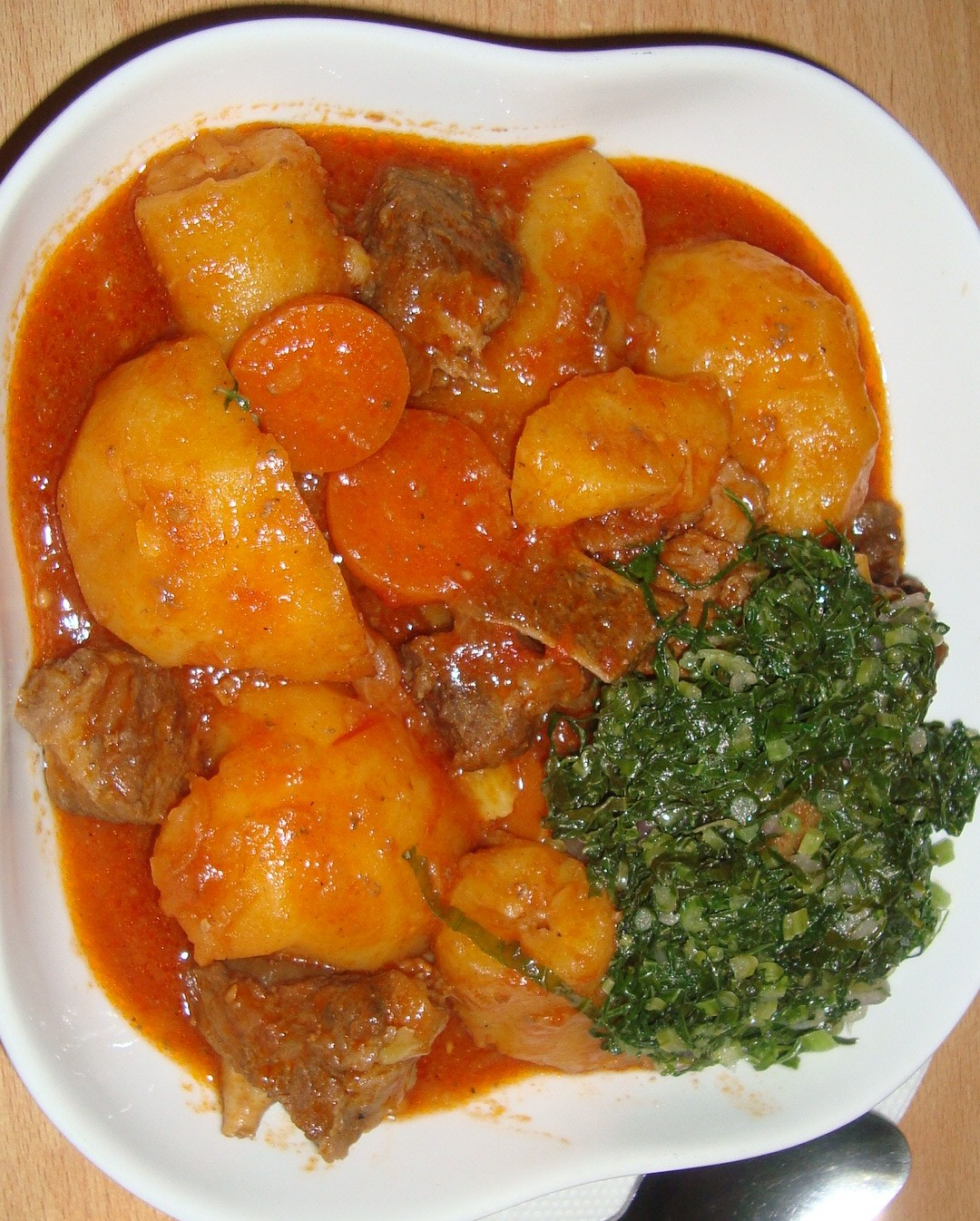
Matoke uno de los múltiples platos que se consumen en Kenia

### Gastronomía
Los keniatas suelen hacer tres comidas al día: desayuno (kiamsha kinywa), almuerzo (chakula cha mchana) y cena (chakula cha jioni o simplemente chajio). Entremedias, toman el té de las 10 (chai ya saa nne) y el de las 16 (chai ya saa kumi). El desayuno suele ser té o gachas con pan, chapati, mahamri, boniatos hervidos o solo boniatos. El githeri es un plato habitual a la hora del almuerzo en muchos hogares, mientras que el ugali con verduras, leche agria (mursik), carne, pescado o cualquier otro guiso suele ser consumido por gran parte de la población para comer o cenar. También existen variaciones y platos regionales.
En el oeste de Kenia, entre los luo, el pescado es un plato común; entre los kalenjin, que dominan gran parte de la región del valle del Rift, el mursik -leche agria- es una bebida habitual.
En ciudades como Nairobi, hay restaurantes de comida rápida, como Steers, KFC, y Subway. También hay muchas tiendas de pescado y papas fritas.
El queso es cada vez más popular en Kenia, y su consumo aumenta sobre todo entre la clase media.

## Deportes

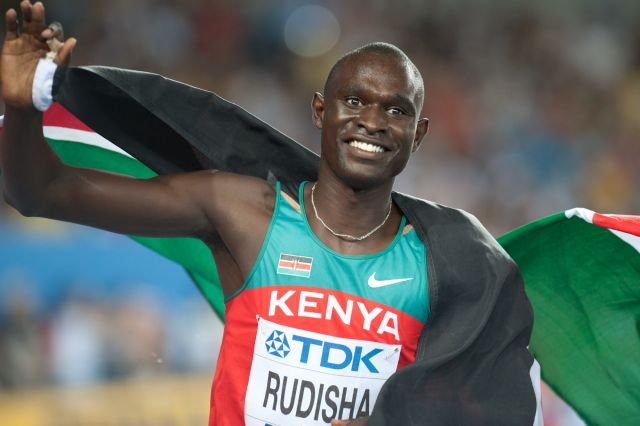
El campeón olímpico y plusmarquista mundial de los 800 metros, David Rudisha.

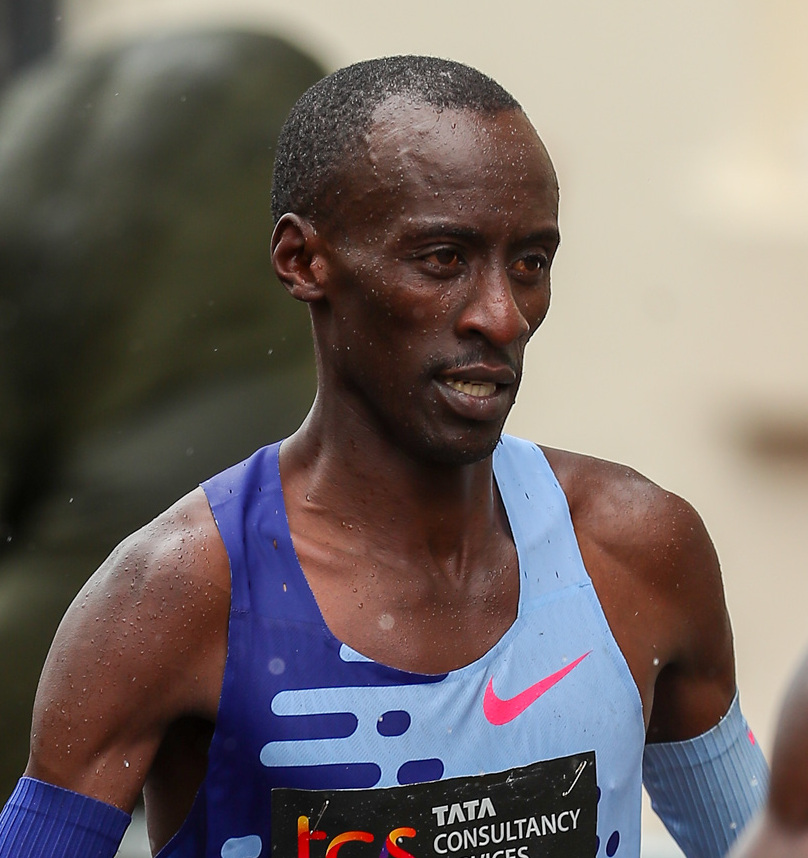
Kelvin Kiptum, actual poseer de la mejor marca en maratón.

El deporte de Kenia es reconocido mundialmente por su dominio en las pruebas atléticas de fondo, en las cuales Kenia ha producido campeones de los Juegos Olímpicos y de los Juegos de la Mancomunidad en las distancias de 800 m, 1500 m, 3000 m obstáculos, 5000 m, 10 000 m y en las pruebas de maratón.
Los atletas kenianos mantienen un poco el dominio hoy en día, debido a los progresos de Marruecos y Etiopía. Entre los atletas kenianos más destacados podemos mencionar a Catherine Ndereba, quien ganó cuatro veces la maratón de Boston; a Eliud Kipchoge, antiguo poseedor de la mejor marca mundial en la prueba de maratón y el primer hombre en correr la prueba reina del atletismo en menos de dos horas (aunque no de forma oficial). 
Además, es bicampeón olímpico en maratón en los años 2016 y 2020. Por todos estos méritos, se le considera el mejor maratoniano de la historia. Otro deportista keniano famoso es Kelvin Kiptum actual poseedor de la mejor marca mundial en la prueba de maratón que la consiguiera en octubre del 2023 con un tiempo de 2:00:35 horas; David Rudisha,medallista olímpico y récord mundial en los 800 metros planos y a John Ngugi, cinco veces campeón del mundo de cross y campeón olímpico en Seúl 1988.
El ciclista británico Chris Froome es nativo de Kenia, y hasta el año 2008 representó al país.